# Kannabisz
A kannabisz, más néven marihuána (vagy a szlengben „fű, susnyás, pázsit, gyep, zaza, csár”) a kendernövény, főként az indiai kender (Cannabis indica) és a hasznos kender (Cannabis sativa) szárított, megtermékenyítetlen (termős) kendervirágzata, melyet a múltban, időnként (tévesen) neveztek vadkendernek is, annak ellenére, hogy azzal nem azonos. A növény virágzatán és a kísérőleveleken nagy számban található mirigyek által termelt gyantát elválasztva a többi növényi résztől „kief”-nek nevezik.
Farmakológiai szempontból a marihuána fő pszichoaktív összetevője a tetrahidrokannabinol (THC), ami az egyik az összesen 483 ismert vegyület közül, amelyek a marihuánában találhatók. A kannabinoidok főleg a kender gyantájában vannak jelen. A legtöbbet vizsgált kannabinoid a THC, melyen kívül a marihuána még legalább 113 különböző kannabinoidot tartalmaz, ilyenek például a kannabidiol (CBD), a kannabinol (CBN), a tetrahidrokannabivarin (THCV), valamint a kannabigerol (CBG).
A marihuána használatával kapcsolatos legkorábbi feljegyzések az időszámítás előtti 3. évezredre tehetők. A 19. század közepétől az 1940-es évek közepéig Amerikában és Európában is gyógyszerként és gyógynövényként tartották számon. Mivel a 20. század elején kezdődő, és az 1970-es évekig tartó folyamat során a világ számos országában jogilag korlátozták a marihuána birtoklását, kikapcsolódási célú vagy orvosi kísérletek során történő használatát, a pszichoaktív kannabinoidokat tartalmazó készítmények használata a világ számos országában illegálissá vált, majd (főként a '90-es évektől kezdődő folyamat során) néhány országban a gyógyászati célú vagy a kikapcsolódási célra történő használatát is újra engedélyezték, üldözésével felhagytak. A kannabisz jelenleg teljes mértékben legális élvezeti szerként használható Dél-Afrikában, Kanadában, Luxemburgban, Grúziában, Máltán, Mexikóban, Németországban, Thaiföldön, Uruguayban, illetve az Egyesült Államok egyes tagállamaiban.
Bár a gyógyhatásait modern korban vizsgáló kutatók az 1970-es években is mutattak fel eredményeket, a törvényi szigorítások miatt a kísérletek megfeneklettek, és érdemben csak a 2000-es éveket követően folytatódtak, miután a politika, valamint a törvényhozás területén korábban kialakult marihuánával kapcsolatos kemény fellépés enyhült. Hatóanyagainak állatkísérletekben megfigyelt, rákellenes hatását Munson és munkatársai már 1974-ben felfedezték, ezt más kutatók legkorábban csak az 1990-es évek során, rákbeteg emberek esetében pedig legkorábban csak 2006-ban vizsgálták tovább, és erősítették meg. Ennek ellenére, kellőképpen nagy beteglétszámú vizsgálatokkal a kannabisz rákellenes hatását sohasem vizsgálták klinikai körülmények között, ugyanakkor azt, hogy a kannabisz különféle betegségek esetén gyógyhatással rendelkezik, a klinikai próbák igazolták. Az orvosi marihuána vagy orvosi kannabisz elnevezés arra utal, hogy a kender növény virágzatát, vagy annak kivonatát orvosok által előírt gyógyszer-, vagy gyógynövény-terápia részeként használják többek között Kanadában, Hollandiában, valamint az Európai Unió és az Egyesült Államok több államában, főként a sclerosis multiplex betegség tüneti kezelésére, mely esetén hatásosnak bizonyult, a görcsösség, a remegés, az alvászavar, a rendellenes hólyagműködés esetében, valamint a betegség progressziójának lassításában, rákos betegek esetében fájdalomcsillapító, állapotjavító, támogató kezelésében, valamint a kemoterápia mellékhatásainak enyhítésére, Ausztráliában az epilepsziás gyermekek gyógykezelésére is engedélyezett. Mivel a 2010-es években több mint 500-beteg részvételével végzett több mint három ellenőrzött klinikai próba során bizonyítást nyert, hogy a kannabisz vagy kivonatai jelentős mértékű gyógyhatással rendelkeznek bizonyos – a hagyományos terápiákkal nem kezelhető – súlyos lefolyású gyermekkori epilepsziás megbetegedés esetén, ezért az amerikai droghatóság, az FDA 2018-ban engedélyezte a kannabisz egy hatóanyagának használatát, bizonyos epilepsziás állapotok kezelésére.
Mára a kannabiszt a világ számos országában használják illegális szabadidős drogként, néhány országában legális élvezeti szerként, több országában gyógynövényként, gyógyszerként vagy gyógyszeralapanyagként, néhány országban pedig vallási vagy spirituális szertartások részeként. A marihuánát használói gyakran a pszichoaktív és élettani hatásai miatt használják, amelyek közül a legfőbbek a hangulatjavító, a nyugtató, szorongásoldó és a kellemetlen emlékek hatását csökkentő, valamint az étvágyfokozó hatás. A világszerte használt pszichoaktív szerek között a kannabisz népszerűségét tekintve az ötödik helyen áll a dohány, a koffein, az alkohol és a bételpálma után. Az illegális drogok között Európában és Magyarországon is a leggyakrabban használt pszichoaktív szer. Az ENSZ 1997-es adatai szerint világszerte megközelítőleg 141 millióra tehető a rendszeres kannabiszhasználók száma (ez a világ népességének 2,45%-a). Indiában ma is élő szokás a kannabisz különböző preparátumainak használata.

## Használatának története

A (麻) kínai karakter jelentése: két kendernövény fedett helyen

A marihuána népgyógyászati felhasználása i. e. 3000-ig vezethető vissza. Közép- és Dél-Ázsiába, régészeti leletekben bizonyítékokat találtak, melyek a marihuána belélegzéssel történő alkalmazására utalnak.
Alkalmazására vonatkozó bizonyítékokat, az egyiptomi múmiák esetében is találtak i. e. 950-ből, a nyugati orvoslás területén való megjelenése az 1840-es évekre datálható, miután William Brooke O'Shaughnessy ír sebész és igazságügyi orvos szakértő indiai munkája során tanulmányozta a növény hatásait miközben a Brit Kelet-indiai Társaságnál dolgozott.

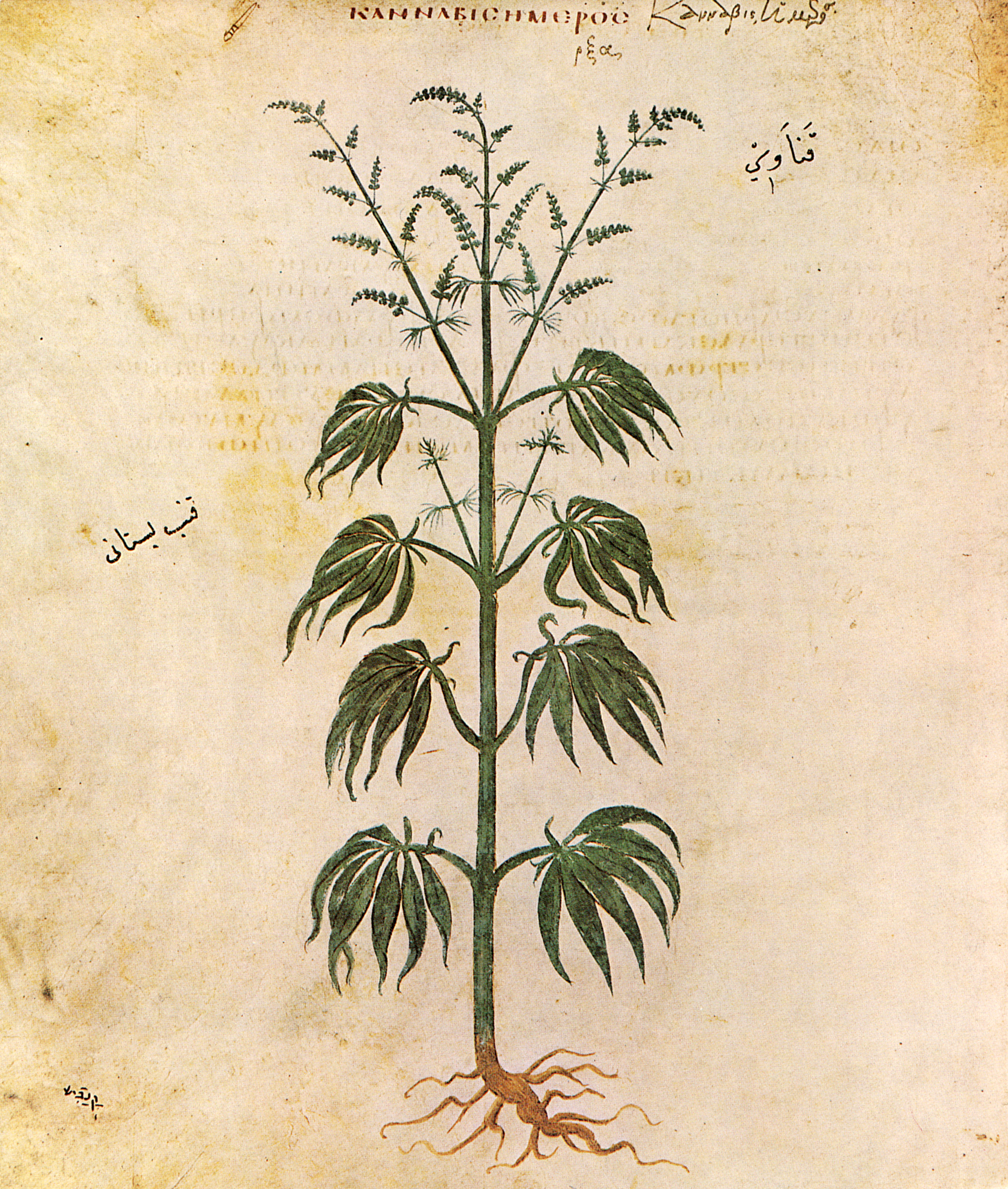
Cannabis sativa, Dioszkoridész, Codex medicus, 512

### 19. század
Az 1840-es évektől O’Shaughnessy írásait követően a marihuánát, mint fájdalomcsillapító, nyugtató, gyulladáscsökkentő, görcsoldó hatású gyógynövényként tartották számon. A 19. században az orvosi folyóiratokban több mint 100 cikket közöltek, a marihuána terápiás felhasználásának módjairól. Akkoriban gyakran Cannabis Indicának vagy indiai kendernek nevezték. A 19. századtól egészen a 20. század elejéig a marihuána szabadidős célra való felhasználása nem volt szokás, sőt a szabadidős célra való felhasználásának lehetősége sem volt közismert a fejlett nyugati társadalmakban.

### A 20. század első fele

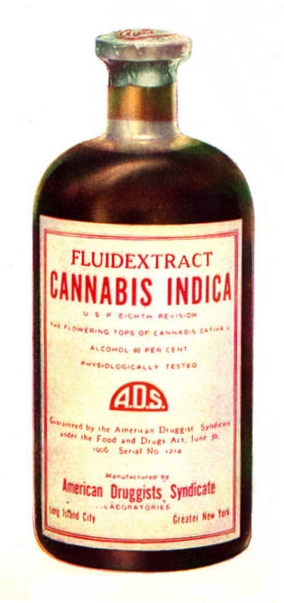
A Cannabis indica alkoholos kivonat gyógyszerkészítmény üvege, 1937 előtt

- A 20. század elején gyakori volt a marihuána orvosi célra való használata. Leggyakrabban a szülési fájdalmak csillapítására, asztma ellen, reumatikus panaszok, idegrendszeri betegségek kezelésére, valamint nyugtatóként használták. Viktória királynő állítása szerint ez volt az egyetlen szer, ami hatékonyan tudta csillapítani menstruációs fájdalmait.
- Az 1900-as évek elején nagy számban érkeztek az USA-ba mexikói vendégmunkások, akik körében népszerű volt a marihuána kikapcsolódási célra való használata.[31]
- Az 1930-as évektől kezdődően a mexikói vendégmunkások hatására a marihuánahasználat először az amerikai lakosságnak csak szűk rétegeiben kezdett divatossá válni. Mivel az amerikaiak többsége nyugtalanítónak találta az egyre népszerűbbé váló marihuánahasználati szokásokat, ezért megalkották az első marihuánaellenes törvényeket. Harry J. Anslinger aki a szövetségi kábítószer ellenes hivatal első vezetője volt, valamint a Herbert Hoover elnök által felügyelt Szövetségi Nyomozóiroda-csoport több mint három évtizedig tartó "keresztes hadjáratot" indított a marihuána ellen. Anslinger, az államokat és a helyi hatóságokat is bevonta a marihuána elleni harcba.
- 1935-re már összesen 12 amerikai államban nyilvánították bűncselekménynek a marihuána kikapcsolódási célra való használatát.[31]
- 1936-tól kezdődően Anslinger a filmipart is bevontat a marihuánaellenes hadjáratába. Ehhez különféle propagandafilmeket készítettek. Az ilyen jellegű filmek egyike a "Spangliőrület" című alkotás volt, amelyet eredetileg a marihuánahasználattól való elrettentésnek szántak. E filmben, valamint a rövid előzetes reklámfilmjében olyan alaptalan állítások hangoztak el, mint például az, hogy a marihuána erőszakosságot eredményez, gyilkosságba vagy öngyilkosságba hajszolhat, használata "remény nélküli elmebajhoz" vezet.[32] Később még 20, ehhez hasonló, majd a következő 60 évben még számos különféle propaganda- és reklámfilm készült, amelyekben még több olyan állítást terjesztettek, melyek később nem igazolódtak be, többek között azt, hogy a marihuána használata növeli az egészségtelen ételek fogyasztásának esélyét, hippivé és homoszexuálissá tesz, felgyorsítja az öregedési folyamatot, valamint reménytelen (gyógyíthatatlan) függőséghez vezet.[33]

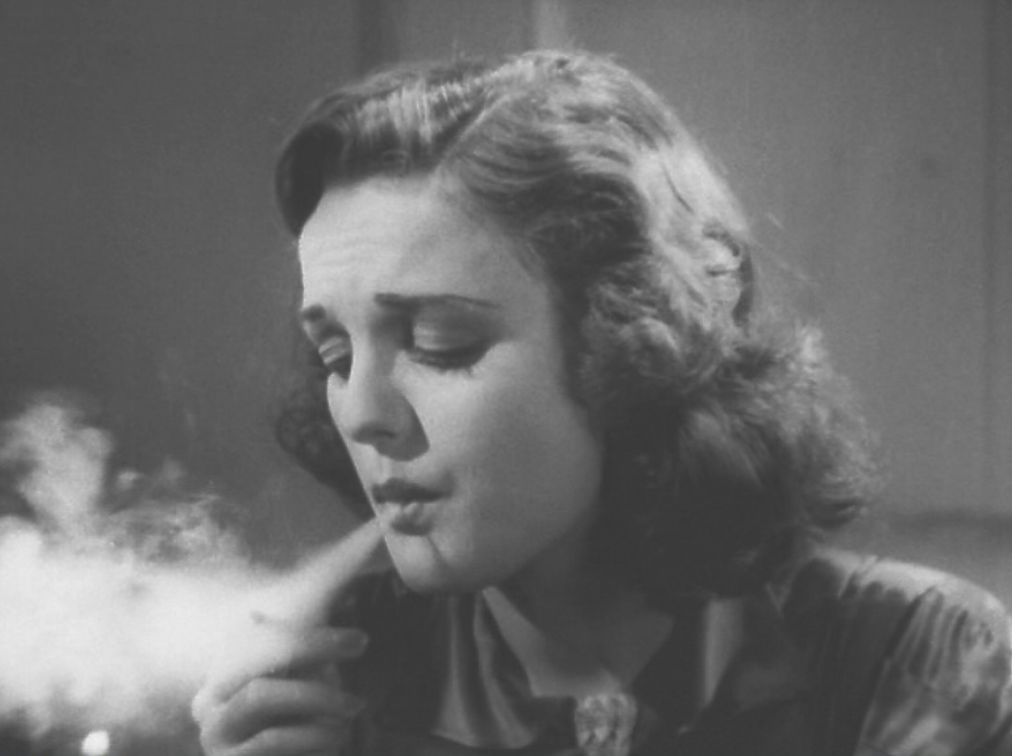
Egy képkocka a kannabiszellenes, „Spangliőrület” című propagandafilmből, Dorothy Short színésznő, Mary Lane szerepében. 1936

- 1937-ben Anslinger marihuánaellenes tevékenységének egyik eredményeként az amerikai pénzügyminisztérium bevezette a marihuánaadó törvényét. Ez a törvény 1 dollár illetéket szabott ki unciánként a gyógyászati kannabisz használatára, és 100 dollárt unciánként a szabadidős használat esetén. Ezen felül a törvény előírta, hogy a marihuánát kizárólag zárjeggyel volt szabad szállítani.[31] Az Egyesült Államok orvostársadalma a megváltozott törvénnyel nem értett egyet, és ezt gyakran kifejezésre is juttatta. Az amerikai orvosok szövetsége (AMA) is ellenezte a törvényt, mert az orvosoknak kellett befizetniük a különadót az orvosi marihuána felírása miatt, és ezzel kapcsolatos adminisztrációs kötelezettségek is teljesíteniük kellett, ezen felül az AMA véleménye szerint a törvényi szigorításoknak nem volt megalapozott szakmai alapja, ugyanis nem volt objektív bizonyíték a marihuána káros hatására, valamint úgy gondolták, hogy a törvény megdrágítja és nehezíti a további marihuánával kapcsolatos orvosi kutatásokat. Az Anslinger tevékenységét kritizálók közül néhányan azt állítják, hogy Anslinger marihuánaellenes kampánya mögött rejtett önös érdekek húzódtak meg, amik összefüggésbe hozhatók Anslingernek William Randolph Hearsttel való ismeretségével. Az elmélet szerint a DuPont vegyipari nagyvállalat érdekei álltak a marihuánaellenes kampány mögött, melynek célja a kenderből készült versenytermékek kiiktatása volt. A kenderből készült termékek piacát szerették volna megszerezni, és a kenderből készült termékeket műanyagtermékekkel lecserélni.[34] A DuPont cég, valamint számos ipartörténész vitatja a nylonfejlesztés és a megváltoztatott kender és marihuánatörvények közötti kapcsolatra vonatkozó állításokat.[35] Ennek ellentmondani látszik, hogy annak ellenére, hogy Anslinger nyilatkozatai szerint nem gondolta, hogy a marihuána komoly veszélyt jelent az amerikai társadalomra, mégis belevette a marihuánát is a szabadidős drogok használatát korlátozó kampányába.[36]
- Mivel a tudatmódosító szerek, használóik számára jóval nyitottabb gondolkodást eredményeznek, az 1940-es évek elejétől kezdődően az amerikai kormány köreiben elterjedt volt az arra vonatkozó aggodalom, hogy a tudatmódosító szereket használó egyének, köztük a marihuánás cigarettát szívók is, hajlamosabbá válhatnak a szocialista eszmék befogadására, és reális veszélyt láttak abban, ez hozzájárulhat a kommunista mozgalom terjedéséhez.[31] 1942-ben a marihuána káros hatásai miatti aggodalmakra hivatkozva törölték az amerikai gyógyszerkönyvből.[25][37]
- 1951-ben az amerikai kongresszus elfogadta a Boggs törvényt, amelyben első alkalommal nevezték a marihuánát kábítószernek.

### 1960-1970-es évek
- 1961-ben Harry J. Anslinger „munkásságának csúcspontjaként”, létrehozott egy, a világ 160 országa által aláírt államközi szerződést, amit nemzetközi kábítószer-ellenőrzési egyezménynek hívtak. Ezzel az egyezménnyel Anslingernek sikerült elérnie azt, hogy az amerikai drogpolitika az egész világra „ki lett terjesztve”.[31]
- Miután az 1950-es évek józan és megfontolt szellemiségben nevelkedett amerikai fiatalok tömegei utasították el a konzervatív viszonyokat az 1960-as években, a hippi mozgalomba tömörülve a vietnámi háború elleni tiltakozások és a polgárjogi harcok keretén belül a kormány és a társadalom erkölcsének felülbírálatát sürgették. A beatnemzedékhez hasonlóan a hippik között is sokan használtak marihuánát és számos tudatmódosító anyagot is, például LSD-t, pszilocibin gombát és DMT-t. A hippi mozgalmat az USA keleti partján olyan karizmatikus vezetők fémjelezték, mint Timothy Leary, a Harvard Egyetem pszichológiaprofesszora, Ralph Metzner író és Richard Alpert pszichológus, valamint Allen Ginsberg költő. Ők támogatták az alternatív pszichoaktív szerek alkalmazását a pszichoterápiában, az önismeret fokozásának céljából, a vallási célra történő használat esetében, valamint a lelki értelemben vett fejlődés előmozdítása érdekében.[38] Például Allen Ginsberg a tudatmódosító anyagokat a társadalom hasznos katalizátorának tartotta.
- A '60-as években az Egyesült Államok nyugati partján Ken Keseynek fontos szerepe volt a pszichotróp szerek, kikapcsolódási célra történő használatának előmozdításában, illetve annak népszerűsítésében. Bejárta Amerikát, Merry Pranksters nevű csoportjával. Kesey mágnesként vonzotta a média figyelmét az által, hogy a fiatal felnőttek tömegeire volt hatással.[38] Bár pozitívum, hogy a hippik kevesebb alkoholt fogyasztottak a korábbi évtizedek fiataljaihoz viszonyítva, és maguk között lenézték azokat, akik keményebb drogokat is használtak, mint például a kokaint, az amfetamint és a heroint és belátták, hogy a kemény drogok használata káros és függőséget okoz, de ennek ellenére időnként közülük néhányan használtak kemény drogokat is.[39] A hippik a marihuánahasználatot az alternatív gondolkodási képesség eszközének tekintették.[31] A hippi mozgalomhoz köthető az a '60-as években lezajló változás, amelytől kezdődően a marihuánahasználat már nem csak a szubkultúrás rétegcsoportokat érintette. Ez volt az első olyan időszak, amelyben a középosztálybeli fiatalok nagy számban használtak marihuánát, ezért a füvezés ekkor már nem számított, lázadó különcök, szűk rétegeire korlátozódó devianciának.[31][40] A hippi mozgalomhoz köthető tudatmódosítók népszerűsítése is aggodalmakra adott okot az amerikai kormány számára, a tüntetések, és a kapitalizmus ellenesnek tűnő, hippi életvitelt folytató kommunális csoportosulások létrejötte, megerősítette az amerikai kormány azon, a '40-es évekre visszavezethető aggodalmait, mely szerint a tudatmódosító szereket használó egyének nyitottabbá válhatnak a kommunista eszmék befogadására. Történésznek, például Ronald Creagh szerint a hippi mozgalom sok hasonlóságot mutatott az utópista szocializmussal, és úgy is lehet tekinteni rá, mint az utópista szocializmus utolsó látványos újjáéledésére.[41] Creagh szerint a hippi mozgalomnak egy fontos jellemzője volt az arra vonatkozó vágy, hogy a társadalom átalakulása, ideális, (sok szempontból) szocialista jellegű közösségek létrejöttén keresztül valósuljon meg.[41] Ráadásul a hippi mozgalom tagjai közül, a "vissza a földhöz" filozófia követőiként több százezren hagyták el a nagyvárosokat, és vidéki településekre költöztek, ahol kommunális életmód kialakítása érdekében alternatív, egalitárius (egyenlőségen alapuló) gazdaságokat és tanyákat hoztak létre Észak-Kaliforniában, Coloradóban, Új-Mexikóban, New Yorkban és Tennesseeben, valamint az USA számos egyéb pontján is.[42] Az így kialakult helyzet az amerikai kormány számára egyre kezelhetetlenebbé vált, és ez radikális, hippimozgalom-ellenes valamint marihuánaellenes fellépést indukált.
- A vietnámi háborúban az amerikai katonák tömegei kezdték használni a marihuánát alkohol helyett, ugyanis a marihuána Vietnámban olcsó volt és legális, könnyű volt hozzájutni, a katonáknak nem kellett semmilyen törvényt sem megszegniük ahhoz, hogy kipróbálhassák a marihuánát.[31] Mivel a hippik és a Vietnámban harcoló amerikai katonák körében egyre gyakoribbá vált a marihuána használata, ez hozzájárult ahhoz, hogy egyre nőtt a marihuánahasználók száma az Egyesült Államokban, hiszen a Vietnámból hazatérő katonák, hazatérve az USA-ban sem tettek le a marihuána használatáról,[31] ráadásul az LSD-hez hasonlóan orvosok, kutatók is kísérleteket végeztek vele, és bizonyos értelmiségi rétegek (például orvosok, pszichológusok) támogatták a marihuánahasználatot, ezért 1970-ben létrejött az amerikai ellenőrzött anyagokról szóló törvény, mely a marihuánát Schedule I-es kategóriába sorolta. E törvény kimondja, hogy a Schedule I-es kategóriába tartozó szerek semmilyen gyógyhatással sem rendelkeznek, kizárólag káros hatásaik vannak, és szigorú engedélyezési feltételekhez kötik még a tudományos célra való felhasználásukat is, annak ellenére, hogy a marihuánával kapcsolatos ezen kijelentések tudománytalan megállapítások, ugyanis a marihuána gyógyhatásának megkérdőjelezését, és károsnak ítélését semmilyen hitelt érdemlő bizonyítékkal sem tudták alátámasztani.[43] Ekkor kerületek az USA-ban károsnak nyilvánított, betiltott anyagok közé a heroin, az LSD, a meszkalin és a Metakvalon is.
- Bár Richard Nixon 1971-ben kijelentette: "a kábítószerrel való visszaélés az első számú közellenség" ennek ellenére a marihuánával kapcsolatos büntetőtörvények enyhítését rendelte el, például a Nixon-kormány hatályon kívül helyezte azt a törvényt, ami a marihuána birtoklásáért 2-10 éves kötelező minimális szabadságvesztést írt elő.

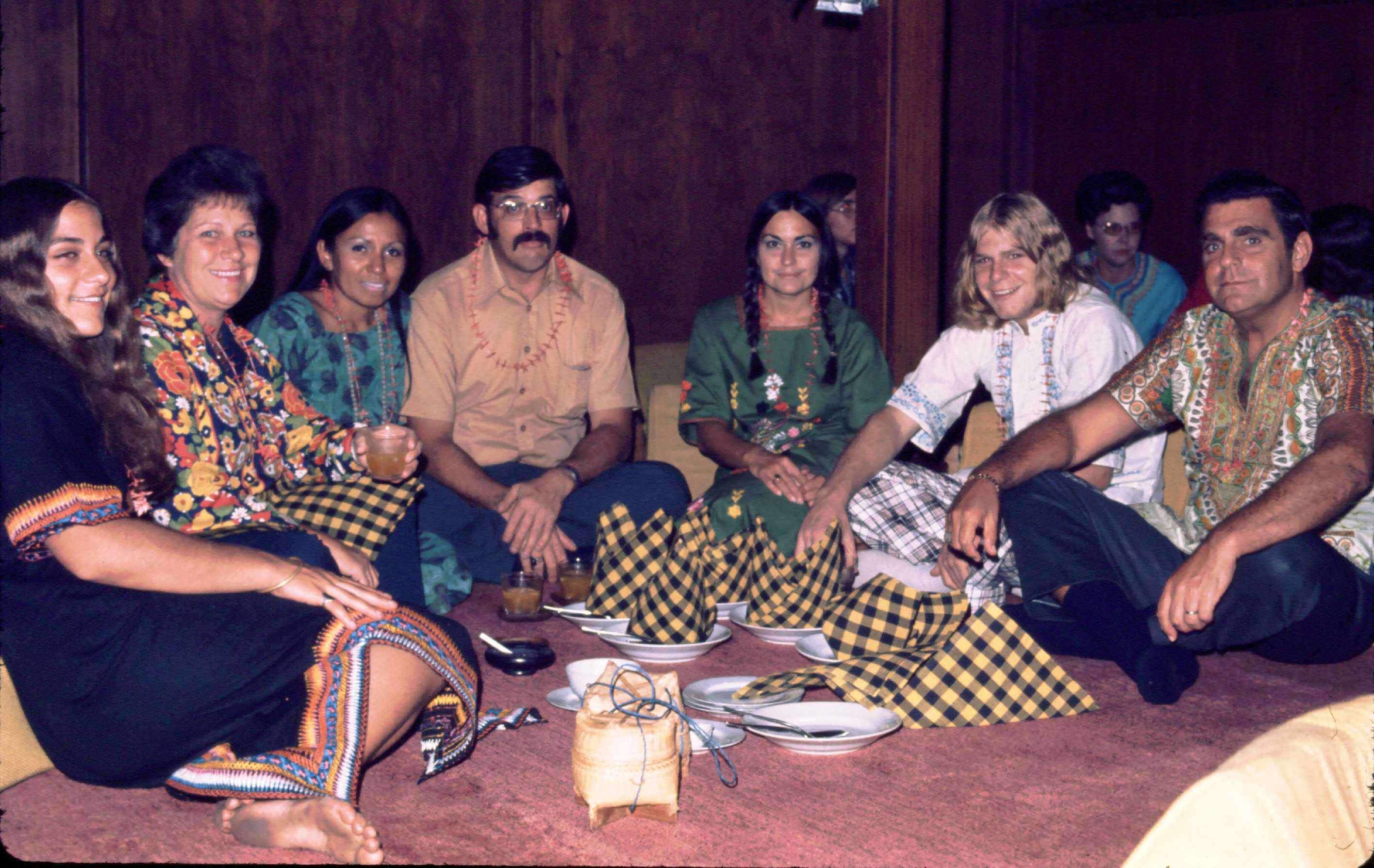
Fiatal amerikai hippik marihuánát szívnak Thaiföldön, 1973-ban

- 1974-ben elsőként a Washington Post egyik hely kiadásában megjelent cikk számolt be arról, hogy a Virginia Orvosi Egyetem kutatói (Munson, Harris és munkatársaik) laboratóriumi körülmények között, kísérleti egerekben a THC és a CBN lelassította a tüdő-, a mellrák, valamint a vírus indukálta leukémiás sejteket tartalmazó daganatok növekedési ütemét, és (a kontrollcsoport rákos egereinek túlélési időtartamához viszonyítva) 36%-kal meghosszabbította a rákbeteg egerek életét.[7][8] Ezt követően az Amerikai Drogellenes Ügynökség tisztségviselői leállították ezt a kísérletet, és szigorú tiltó, illetve korlátozó, engedélyeztetési eljárást vezettek be a jövőbeni marihuánára kísérletekben való használatára és a kísérletek állami finanszírozására vonatkozólag az Egyesült Államokban.[7]
- 1976-ban Hollandiában legalizálták a marihuána élvezeti cikként való használatát, miután az 1969-ben és a '70-es években készült, droghelyzetet vizsgáló bizottsági jelentésekben felmerülő problémák megoldását, kezelhetőbbé tételét látták a legalizálás lehetőségében.

### 1978-1990-es évek
- Annak ellenére, hogy korábban az amerikai kormány a marihuána gyógyászati hatásának tagadását törvénybe iktatta,[megj. 5] 1978-ban indított egy programot, melyben engedélyezte a marihuána, könyörületességből történő használatát, olyan súlyos betegek, például utolsó stádiumú rákbetegek számára, akik olyan nagymértékű fájdalmaktól szenvedtek, melyeket a hagyományos fájdalomcsillapítók nem tudtak hatásosan megszüntetni. Ez a program eredeti formájában 1992-ig tartott.[23][27]
- Az 1990-es években az amerikai kormány egy kétmillió dolláros költségvetésű, titokban zajló kísérletsorozatot indított, amelynek célja a marihuána hatóanyagainak toxikus hatásának igazolása volt. Ezen eredmények egy része kiszivárgott, és a 90-es években, szaklapokban is megjelentek. Ezek között volt többek között az amerikai Nemzeti Toxikológiai Program keretén belül lezajló, 2 éven keresztül tartó kísérletsorozat során végzett kísérlet, melyben nagy dózisú THC-t adtak egereknek és patkányoknak. A kísérlet során a nagy dózisú THC, jelentős egészségkárosító hatását nem sikerült igazolni, viszont a THC-vel kezelt egerekben a rosszindulatú tumorok ritkább előfordulását figyelték meg a kontrollcsoportban lévő egerek adataihoz viszonyítva.[9] Ezeket a kísérleteket a 90-es évek végéig finanszírozták, majd azt követően leállították.
- Évekig tartó vitákat követően 1996-ban Kaliforniában a kaliforniai polgárok által elsöprő többségben megszavazott 215. indítvány alapján legalizálták a marihuána orvosi célú használatát, annak érdekében, hogy „a betegek számára biztonságos és megbízható orvosi marihuánát, betegtájékoztatást és támogatást tudjanak ez által biztosítani”. Ezt a törvényt az indokolt marihuána-használatot szabályozó törvénynek nevezik. E törvény megszületését követően 1996 óta Kaliforniában, érvényes orvosi recept alapján, szabadon termeszthető, használható és árusítható a marihuána.[44]

### 2000-2016
2014-re már az USA 28 államában alkottak olyan marihuánára vonatkozó törvényeket, melyek megszüntették a kis mennyiségű marihuána birtoklása miatti börtönbüntetést, és 2014-re a kannabisz összesen 4, 2016-ra összesen 8 államban vált felnőttek számára kikapcsolódási célra, élvezeti cikként legálisan használhatóvá, 28 államában pedig szakgyógyszertárakban gyógyászati célra forgalmazhatóvá és értékesíthetővé. Az amerikai törvények több mint 100 betegség kezeléséhez engedélyezik a marihuána használatát, ezek közül a leggyakoribbak a cukorbetegség, az Alzheimer-kór, a zöldhályog, valamint a rákos megbetegedéssekkel járó fájdalmak csökkentésére, és a kemoterápia mellékhatásainak enyhítésére. A főbb szempontok, melyek e változáshoz vezettek:
- Az orvosi szakmai közösségek támogatták a marihuána legalizálását.
- Az alkoholfogyasztást szabályozó modell (a törvényi keretek és azok betartása), hatékonynak, és működőképesnek bizonyult az elmúlt évtizedek során, ezért úgy gondolták, hogy ez a modell a marihuána használatának törvényi szabályozása esetében is jobban működne, mint az addigi rendszer.
- Az igazságszolgáltatási rendszerben létrejövő költségcsökkentés és a növekvő adóbevételek reménye.

## Hatása

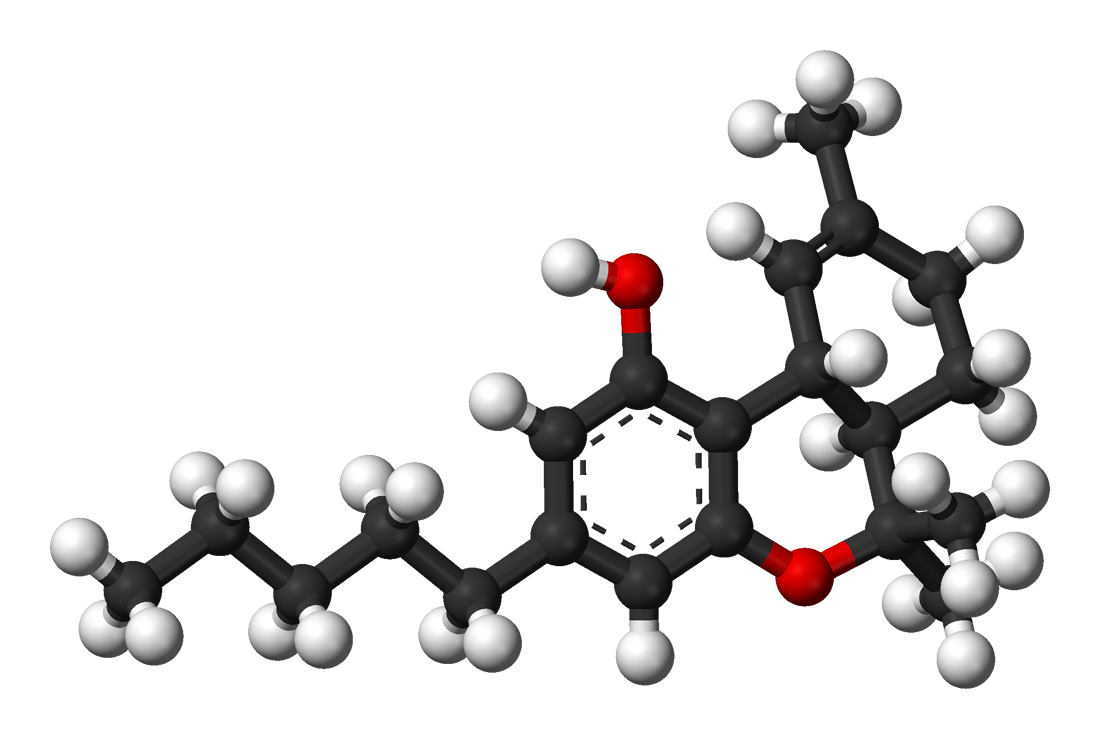
A marihuána egyik fő hatóanyaga a tetrahidrokannabinol, röviden THC

A marihuána összetétele (kémiai alkotóinak részaránya) jelentősen befolyásolhatja a hatását. Az eltérő hatóanyag-összetételű fajták némileg eltérő hatást eredményezhetnek. A marihuánával kapcsolatban sok forrás eltérő információkat tartalmaz, a drogellenes programok, a médiában megjelenő szerzők, valamint a legalizálás támogatói és ellenzőinek véleménye egyaránt. Függőség kialakítására alkalmas, és nem ürül ki teljesen az élő szervezetből, fogyasztása káros maradványokat hagy.

### Fiziológiai hatás
A marihuánahasználat egyik jellemző hatása a megnövekedett éhségérzet, melynek hatására a használó gyakrabban és többet étkezik a szokásosnál. Bonsor és Gerbis szerint ennek az az oka, hogy a kannabinoidok a hipotalamuszban olyan receptorokat aktiválnak, amelyek az élelmiszer-bevitelért felelősek.
A marihuánahasználat rövid távú fizikai hatásai közé tartoznak továbbá a következők:
- szapora szívverés
- szájszárazság
- kivörösödött szemek
- csökkent szemen belüli nyomás
- izomlazító hatás
- hideg vagy melegség érzet a végtagokban.[50]
- enyhe halucinációk
- erőteljesebb szellemi vagy fizikai érzések

#### Túladagolás
Túladagolása nem szokott halállal végződni. Például 2014-ben az Amerikai Drogügyi Intézet statisztikája szerint az Egyesült Államokban marihuána-túladagolásban nem halt meg senki. A Merck Index szerint a THC LD50 értéke (szezámolajban oldva) szájon át 1270 mg/kg hím patkányoknál és 730 mg/kg nőstény patkányok esetében. Ezen adatok egy 68 kg testtömegű emberre skálázva 1-1,8 kilogramm kendervirágzat elfogyasztásával egyenértékű 5%-os, átlagos THC-tartalommal számolva. Mivel mérgezést csak a nagy mennyiségű THC-bevitel okozhat, ezért a THC-mérgezéses emberi halálesetek rendkívül ritkán fordulnak elő, Calabria és munkatársainak kutatási eredményei szerint nincs bizonyíték arra, hogy a kannabiszhasználat közvetlen, vagy közvetett módon, növelné a használói esetében a halálozás kockázatát.
A kannabisz túladagolása (Thomas szerint nem gyakran) egy úgynevezett akut (ideiglenes) pszichotikus epizódot okozhat mely közé sorolható a tiszta tudatállapot mellett megjelenő akut (ideiglenes) zavart állapot.

### Pszichológiai hatása
A pszichológiai hatását a köznyelvben idegen szóval high, magyarul beszívottság állapotának jellemzőivel írják le. Jellegzetességei egyénenként, valamint eltérő hatóanyag-mennyiség összetételű marihuánafajtánként némileg eltérő lehet. Például a magasabb THC-tartalmú kannabiszfajták használatát követően megfigyeltek ideiglenes szorongásfokozódást és zavartságot is.
Használatának ideje alatt jelentkező, főbb hatások:
- Tudat: a tudatállapot a használat ideje alatt tiszta marad. A minták és színek érzékelése fokozott.
- Hangulat: nyugodtság, enyhe eufória; elégedettség és ellazultság érzés. Magas THC-tartalom esetén szorongás.
- Kognitív képességek

- gondolkodás: emelkedett művészi, zenei és humorérzék; kreatív és filozofikus gondolkodás, metakogníció.
- észlelés: az észlelés gyorsasága lassul, pontossága csökken. Így az autóvezetési képességet negatívan befolyásolhatja. Magas THC-tartalom esetén bizalmatlan/gyanakvó gondolkodási minták is jelentkezhetnek. A használók több mint fele tapasztal olyan jellegű úgynevezett szín-zene szinesztéziát mely során zenehallgatás esetén a zene dallamait nemcsak hangként, hanem színekként is érzékelik.
- emlékezet: az epizódikus, és a tanulási memóriateljesítmény ideiglenes csökkenése.
- beszéd: a szóbeli kifejezőképesség ideiglenes romlása. Nehézség abban, hogy egyértelműen és világosan beszéljen a szerhasználó személy. (főleg túladagolás esetén)
- Ösztön-késztetések: megnövekedő szexuális vágy, megnövekedett étvágy.

#### Elvonási tünetek
Függőséget okoz, rendszeres napi használatot követően elvonási tünetek jelentkezhetnek. Az idők folyamán a termesztésnek köszönhetően a pszichoaktív hatóanyag tartalom jelentősen megnövekedett, ami megnöveli a függőség kialakulását, és a testre és elmére gyakorolt káros hatást. A kannabisz elhagyáskor jelentkező tünetegyüttes 2013-ban bekerült a DSM-V. diagnosztikai rendszerbe is, az antidepresszánsok elvonási tünetegyütteséhez hasonló, azzal közel megegyező erősségű, és ahhoz hasonló időtartamú. A függőség kialakulásának feltétele a DSM-V. kritériumai szerint a legalább néhány hónapig tartó, napi rendszerességű marihuánahasználat. A leggyakoribb elvonási tünetek a következőek:
- Gyakori elvonási tünetek:

- szorongás, ingerlékenység, hangulatingadozás, nyugtalanság
- étvágycsökkenés, súlycsökkenés
- alvászavarok (elalvási nehézség, rémálmok)

- Kevésbé gyakori elvonási tünetek:

- hidegrázás (fázás)
- kellemetlen, nyomott hangulat
- gyomor-bélrendszeri tünetek (fájdalom, diszkomfort-érzés, hányinger)
- bizonytalanság
- fokozott izzadás

Hosszú távú, napi rendszerességű marihuánahasználatot követő hirtelen elhagyáskor megfigyeltek agresszivitást is elvonási tünetként. A legtöbb elvonási tünet az elvonás első hetében jelenik meg, majd az elvonási tünetek minimum 1, maximum 6 hét közötti időszak alatt fokozatosan csökkennek, majd elmúlnak. Az elvonási tünetek főként a hirtelen marihuána-elhagyás esetén jelentkeznek. A fokozatos adagcsökkentés esetén az elvonási tünetek erőssége is csökkenthető. A tünetek minimalizálhatóak 120 mg/nap kezdő dózisú szájon át szedett THC-tartalmú gyógyszer, például dronabinol fokozatosan csökkenő dózisú adagolásával.
Bár az elvonási tünetek viszonylag enyhék, jellemzően kezelés nélkül, maguktól elmúlnak, de gyógyszeres kezeléssel is csökkenthetőek (például Buspirone-nal), amennyiben nincs lehetőség fokozatos elvonásra. Egy 2003-as kutatás során a kutatók azt találták, hogy egy antidepresszáns, a Nefazodone is képes csökkenteni a marihuána elvonási tüneteit.

## Gyógyászati használata

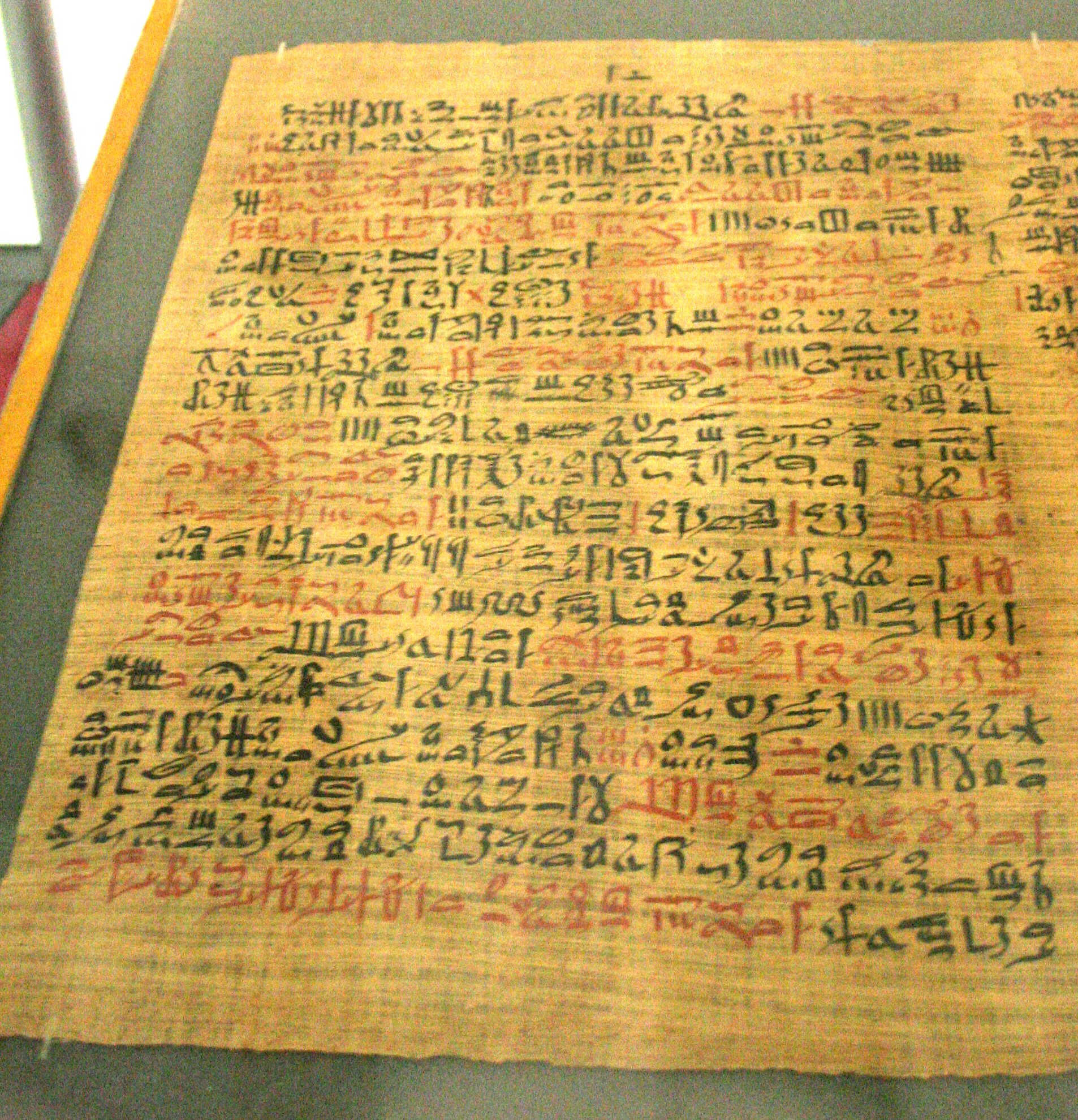
Ebers-papirusz, egy ókori egyiptomi recept az orvosi marihuána felhasználására vonatkozó instrukciókról, gyulladás ellen

A kannabisz hatóanyagait tartalmazó gyógyszerek többek között Kanadában, Hollandiában, valamint az Európai Unió és az Egyesült Államok több államában, főként a sclerosis multiplex betegség tüneti kezelésére (a remegés, a görcsök, a fájdalom enyhítésére, az alvásminőség javítása céljából), rákos betegek esetében fájdalomcsillapító, állapotjavító, támogató kezelésében, valamint a kemoterápia mellékhatásainak enyhítésére használják de az USA-ban és Ausztráliában és az USA-ban a hagyományos kezelésekre nem reagáló epilepszia kezelésére is engedélyezett a használata. Bizonyos hatóanyagait ugyanis a 2010-es évek során az epilepszia kezelésében is bizonyítottan hatásosnak minősítette a szakirodalom; Silvestro és munkatársai 2019-ben megjelent összegző, a klinikai vizsgálatokat áttekintő tanulmányában megállapítja, hogy a (2010-es évektől kezdődő) klinikai vizsgálatok során a kannabidiol hatásosnak bizonyult az olyan (úgynevezett terápia-rezisztens) epilepsziás gyermekek és fiatalkorúak kezelésében akik esetében a hagyományos kezelés nem bizonyult eredményesnek. A kannabidiol hatásosságát a gyermek és fiatal felnőttkori, terápia rezisztens epilepszia esetén a szakirodalomban többek között O'Connell, és munkatársai is részletezték 2017-ben. Eredményeiket mások is megerősítették többek között 2017-ben French és munkatársai, akik egy nagy létszámú kísérletalanyokból álló betegcsoporton végzett, ellenőrzött klinikai próba eredményei alapján megállapították, hogy a kannabidiol kezelés hatékony és általában jól tolerálható a jelenleg hagyományos gyógyszerekkel nehezen kezelhető, változatos görcsrohamokkal és mentális hanyatlással járó Lennox-Gastaut féle gyermekkori epilepsziás megbetegedés esetén. Habár a Kannabidiol számos országban legális táplálékkiegészítőnek minősül, és jellemzően önmagában is megfelelő mértékben hatásos bizonyos epilepsziás állapotok kezelésére, Ausztráliában az epilepsziás gyermekek kezelésének részeként a törvényi szabályozás szintjén a kannabidiol tartalmú készítmények mellett a THC-tartalmú szerek használatát is engedélyezték.

### A sclerosis multiplex betegség kezelése
2016-ig, összesen 27 országban hagyták jóvá spray formájában, vényköteles gyógyszerként, Sativex néven, mely a kannabisz két fő hatóanyagát tartalmazza (THC és CBD), mely hatásosnak bizonyult a Sclerosis multiplex esetén a görcsösség, a fájdalom, a remegés, az alvászavar, a rendellenes hólyagműködés esetében, valamint a betegség súlyosbodásának lassításában. Szendrei véleménye szerint, fájdalomcsillapításra főként olyan betegek esetében ajánlott, akik a hagyományos, opioid típusú fájdalomcsillapítókra rosszul reagálnak.

#### Görcsösség, fájdalomcsillapítás
A marihuána, sclerosis multiplex betegségre gyakorolt hatásának kutatása úgy indult, hogy a marihuánával való hatásos alternatív gyógyászati (ön)kezelések eredményeiről szóló anekdoták mögött rejlő potenciális terápiás hatások ellenőrzése végett 2000-ben Baker és munkatársai a marihuána hatóanyagainak hatásait vizsgálták olyan egereken, melyekben korábban, mesterségesen, sclerosis multiplex betegséget idéztek elő. A kísérletekről a Nature magazinban megjelent cikkben, a remegés és izommerevség enyhüléséről számoltak be. Bár Zajicek és munkatársai már 2003-ban mutattak fel eredményeket a görcsösség és egyéb tünetek esetében, de komolyabb klinikai próba csak 1 évvel később 2004-ben történt, amikor Wade és munkatársai egy kettős vakon értékelt, randomizált, placebo-kontrollált vizsgálat során, melyben 160 páciens vett részt, azt az eredményt kapták, hogy a marihuána hatóanyagait tartalmazó Sativex nevű gyógyszer hatásos a sclerosis multiplex betegség bizonyos tüneteinek kezelésében: jelentős mértékben csökkentette a betegek görcsösségét. Ezt később mások is megerősítették, például Zajicek és munkatársai és 2005-ben, és Novotna és munkatársai 2011-ben, majd Koppel és munkatársai 2014-ben főként a fájdalomcsillapításban, és az izommerevség okozta fájdalmas görcs kezelése esetében. Iskedjian, 2007-ben meta analízissel vizsgálta a kannabisz alapú terápiákat és megállapította, hogy a kannabidiolt és THC-t tartalmazó spray, hatásos a sclerosis multiplex betegség során jelentkező neuropátiás fájdalom terápiás kezelésében.

#### Alvászavar kezelése
Rog és munkatársai randomizált, kontrollált klinikai próba során igazolta, hogy egy kannabisz hatóanyagú gyógyszer alkalmas a fájdalom és az alvászavar hatásos terápiás kezelésére, a sclerosis multiplex betegség esetén. Majd 2007-ben szintén Rog és munkatársai egy nem kontrollált, 2 év időtartamú klinikai próba során, arra az eredményre jutottak, hogy a THC és a kannabidiol hatásos, a sclerosis multiplex betegséggel összefüggésbe hozható neuropátiás fájdalom enyhítésében, valamint a 2 év során nem találtak bizonyítékot függőség kialakulására.
A betegek enyhének, illetve közepesen súlyosnak ítélték a mellékhatások erősségét, mely főként a szédülés és a hányinger volt. A kedvező eredményeket Serpell és munkatársai is megerősítették, (kontrollált, klinikai próba során). Eredményeik szerint a gyógyszer hosszú távú szedése sem okozott függőséget, viszont akik hosszabb ideig maradtak a kísérletbe azok esetében a kezelés hatására több eredményt tudtak felmutatni.
2016-ban Haupts és munkatársai, egy nagy egyedszámú klinikai próba során vizsgálták a Kannabidiolt-és THC-t is tartalmazó Sativex gyógyszer, esetleges mellékhatásait, a betegek által való elviselhetőségét. Ők e gyógyszert, a vizsgálati eredmények alapján a betegek által jól tolerálhatónak értékelték, valamint megállapították, hogy a sclerosis multiplexben szenvedő betegek görcsösséggel kapcsolatos alvásproblémáin is képes volt javítani.

#### A progresszió lassítása
2003-ban Pryce, és munkatársai megállapították, hogy a kannabinoidok gátolni tudják a neurodegenerációt a sclerosis multiplex modellben, így felvetették annak lehetőségét, hogy a kannabisz alkalmas lehet a neurodegeneratív folyamatok lassítására.
2015-ben Pryce és munkatársai egy tanulmányban beszámoltak arról, hogy egy három év hosszúságú, III. klinikai fázisban lévő vizsgálat során a szájon át adagolt Δ9-THC, a progresszív SM-ben szenvedő betegek esetében, (a placebóval történő kezelés eredményeihez viszonyítva) jelentős mértékben lelassította a betegség súlyosbodását.

#### Hólyagdiszfunkció
Brady és munkatársai, 2004-ben hatásosnak találták a marihuána kivonatokat a hólyag diszfunkció kezelésében, előrehaladott sclerosis multiplexben szenvedő betegek esetében. Ezt később mások is megerősítették, bár Kavia és munkatársai szerint az ő kísérletük eredménye statisztikailag nem minősült jelentősnek, ennek ellenére úgy találták, hogy a marihuána hatóanyagokat tartalmazó sativex kezelés eredményez némi javulát a hólyag diszfunkció esetében.

#### Gyulladáscsökkentés
A nem kizárólag tüneti kezelésre összpontosító kutatás területén is történtek előrelépések. Mecha és munkatársai 2013-ban felhívták a figyelmet a kannabidiol, gyulladáscsökkentő hatásában rejlő lehetőségekre az olyan gyulladással járó kóros állapotok esetében mint a sclerosis multiplex betegség.
A kannabidiolon kívül egyéb hasonló vegyületek is felkeltették a kutatók érdeklődését, például a kannabigerol. Granja és munkatársai a kannabigerol kinon, sclerosis multiplex esetén a krónikus ideggyulladás enyhítő hatását figyelték meg, mely arra utal, hogy a kannabigerol és más fitokannabinoidok, nemcsak a tünetekre hatnak közvetlenül, hanem szerepük lehet a kóroki folyamatok befolyásolásában is, például a betegséggel járó gyulladás csökkentésében. 2015-ben Giacoppo és munkatársai az önmagában alkalmazott tisztított kannabidiol hatását vizsgálva kimutatták, hogy neuronális apoptózis ellenes tulajdonsággal rendelkezik a sclerosis multiplex betegségben szerepet játszó neurodegeneratív folyamatok esetében.

### Az epilepszia kezelése
Bár a marihuána görcsoldó hatását már a 19. század végén megfigyelték (Reynolds és Gowers), sokáig nem vizsgálták, ennek ellenére számos anekdotikus beszámoló szólt arról, hogy a betegek népgyógyászati, „otthoni gyógynövény-terápia” keretén belül epilepszia ellen sikeresen alkalmazták. Egy 2003-ban végzett felmérés alapján kiderült, hogy az epilepsziás betegek bizonyos köre használ marihuánát a tünetei enyhítése céljából, valamint ezek közül a betegek közül sokan számoltak be állapotjavulásról a marihuánahasználatot követően.
213 epilepsziás betegen, 2015-ben végzett kísérletsorozat során a kutatók azt az eredményt kapták, hogy az orvosi marihuána kivonat 54%-kal csökkentette az epilepsziás rohamok gyakoriságát. Más kutatók ennél jelentősen nagyobb mértékű gyógyhatást is tapasztaltak. Azt találták, hogy napi 50 roham helyett mindössze havi 2-3 rohamra csökkent a betegek rohamainak száma a marihuánából kivont kannabidiol adagolásának hatására. 2015-ben a kaliforniai UCLA Orvosi Oktatókórházban, Hussain és munkatársai, egy nem kontrollált vizsgálat keretén belül 117 kiskorú epilepsziás beteg esetében vizsgálták a kannabidiolal dúsított marihuána-kivonatot tartalmazó készítmények hatásosságát, adagolását, és tolerálhatóságát, a szülőkkel együttműködve. Eredményként azt kapták, hogy a szülők 99%-a számoltak be valamilyen jellegű állapotjavulásról, 85%-a rohamok gyakoriságának csökkenéséről, illetve 14% számolt be teljes rohammentességről. A jelentett mellékhatások között volt a fokozott étvágy (30%) alvásminőség javulás (53%), a nappali éberség javulás (71%), a hangulat javulása (63%). Bár e tanulmány eredményei figyelemreméltóak, de módszertani okok miatt, nem kellő mértékben bizonyító erejűek a kannabidiol hatékonysága és biztonságossága tekintetében, mert a kísérlet során nem szűrték ki a vizsgálatban résztvevők elfogultságának torzító hatását. A tanulmányban további, megfelelően kontrollált klinikai vizsgálatok elvégzését javasolják. A kannabidiol görcsgátló hatását 2015-ben patkánykísérletekkel is igazolták, emberek esetében a szakértők véleménye szerint kedvező mellékhatásprofillal rendelkező, jól tolerálható szer. Egy 2014-ben végzett felmérés alapján melyben 776 orvost kérdeztek meg, a hatásosságot, és a biztonságosságot is figyelembe véve a neurológusok 48%-a, az általános orvosok 83%-a ajánlja az orvosi marihuánát az epilepszia kezelésére. (Olyan országokban ahol orvosi célra legálisan elérhető.) Egyes kutatók pedig terápiás potenciált látnak a marihuána hatóanyagainak alkalmazásában. Egy 2015-ben végzett nagy egyedszámú, nem placebo kontrollált vizsgálat során Devinsky és munkatársai nagyon hatékonynak találta a kannabidiolt az epilepszia kezelésében, bár azt találták, hogy nem mindenkinél hatott egyforma mértékben de sokan rohammentessé váltak. Mellékhatás a betegek kis számában (10%) jelentkezett, ezek az aluszékonyság, a csökkent étvágy, a hasmenés, és a fáradtság voltak. 2016-ban Bazelot és Whalley a kannabidiol, GPR55 jelátvitelre gyakorolt hatását vizsgálta és az eredményeik azt mutatják, hogy a kannabidiol hatása a GPR55 közvetített jelátvitelre, összhangban vannak a kannabidiol görcsoldó képességével. Bazelot és Whalley szerint a kannabidiol kedvezően hat az epilepsziával összefüggésbe hozható kóros folyamatokra.
Egy 2016-ban nyilvánosságra hozott klinikai próba során, melyben 81 epilepsziával küzdő páciens (42 gyerek, és 39 felnőtt) vett részt, Szaflarski és munkatársai meghatározták a kannabidiol optimális dózisát, mely 20 és 25 mg/kg/nap. Megállapították továbbá azt is, hogy a kannabidiol kezeléssel, gyermekek esetében nagyobb mértékű állapotjavulás volt megfigyelhető mint a felnőttek esetében.
2017-ben French és munkatársai elfogulatlanul értékelt (randomizált, kontrollált) klinikai próba során vizsgálta a CBD, Lennox-Gastaut féle epilepsziás megbetegedésre gyakorolt hatását. A kísérletben összesen 171-en vettek részt. Eredményeik alapján a placeboval összehasonlítva a Kannabidiol jelentősen nagyobb mértékű csökkenést eredményezett, havi szinten a rohamok előfordulási gyakoriságában, melyet a rohamok gyakorisági mediánjának százalékban kifejezett értékének összehasonlítása alapján határoztak meg. A leggyakoribb mellékhatások a hasmenés, az aluszékonyság, a láz, a csökkent étvágy és a hányás volt.

### Hatóanyagai
A marihuána hatóanyagokat tartalmazó gyógyszerek két fő hatóanyagot tartalmaznak. Ezek a
- THC, valamint a
- kannabidiol

### Gyógyszerkészítmények
| Készítmény neve | Gyártó             | Hatóanyag         | Alkalmazásának fő területe                                                                | Kezelt tünetek | Engedélyezve |  |
| --------------- | ------------------ | ----------------- | ----------------------------------------------------------------------------------------- | --- | --- |  |
| Epidiolex       | GW Pharmaceuticals | Kannabidiol (CBD) | Terápiarezisztens epilepszia (főként Dravet- és Lennox-Gastaut szindróma)                 | Epilepsziás görcsrohamok csökkentése és a hagyományos antiepileptikumok hatásának fokozása                                                                                    | Egyesült Államok mint "kísérleti új gyógyszer", teljes engedélyeztetés várhatóan 2017-ben az USA-ban és 2018-ban Európában |  |
| Sativex         | GW Pharmaceuticals | Kannabidiol, THC  | Sclerosis multiplex                                                                       | görcsösség, fájdalom, remegés, alvászavar | Kanadában, Új-Zélandon és több mint 9 európai országban. Többek között Hollandiában, és Olaszországban                     |  |
| Cesamet         | Valeant Canada     | THC               | a kemoterápia tüneteinek enyhítésére                                                      | hányinger, hányás, étvágytalanság | USA, Kanada, Egyesült Királyság, Mexikó                                                                                    |  |
| Marinol         | Solvay Pharma      | THC               | a kemoterápia miatti étvágytalanság és egyéb kemoterápia okozta tünetek enyhítésére, AIDS | hányinger és hányás, olyanok esetében, akik nem reagáltak megfelelően a hagyományos kezelésekre; valamint még AIDS-betegek esetén az étvágytalansággal járó fogyás kezelésére | USA és Kanada |  |
| Nabilone        | Valeant Pharma     | THC               | a kemoterápia miatti étvágytalanság, valamint anorexia nervosa és AIDS-betegség esetén    | étvágyfokozónak, illetve a testsúly növelés elősegítése végett | USA és Kanada |  |
| Dronabinol      | Valeant Pharma     | THC               | rákbetegség, drogfüggőség                                                                 | a fájdalom csillapítására és a drogelvonási tünetek csökkentésére | az Egyesült Államokban |  |

## Készítési módok
Marihuána csak a kender (cannabis sativa) haszonnövényként termesztett változatából (cannabis sativa var. sativa) készíthető, vadkenderből nem készíthető, mert a vadkender legfeljebb 0,5 százalék THC-t tartalmaz.
- Hasisolaj

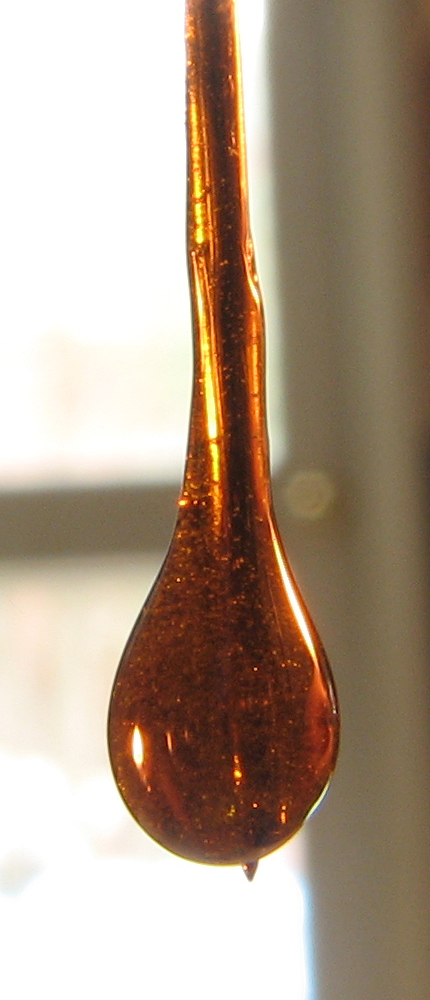
Hasisolaj

A hasisolaj a gyantamirigyek kivonásával állítható elő, ez többnyire etil-alkohollal vagy PB gázzal történhet. A kender gyantája összegyűjtve, préselve nevezhető hasisnak, színe az egészen zöldtől az aranybarnán keresztül a majdnem feketéig változhat, tisztaságától és az előállítás módszerétől függően. Előállításának egyik hagyományos módja a szitálás és préselés. A szárított növényi törmeléket egy sűrű szövésű szöveten átszitálva, a szövet sűrűségétől függően különböző minőségű hasis állítható elő. Minél sűrűbb a szita, annál jobb minőségű lesz a hasis, mivel annál kevesebb növényi törmelék jut a gyantamirigyek közé. Ez a hasis színén is kitűnik: minél sárgább, annál tisztább.
- Tinktúra

A marihuána alkoholos oldata.
- Kief

A kief a marihuána szárított leveleinek és virágainak rostált, porított állagú változata.

## Használati módok
- Dohányzás

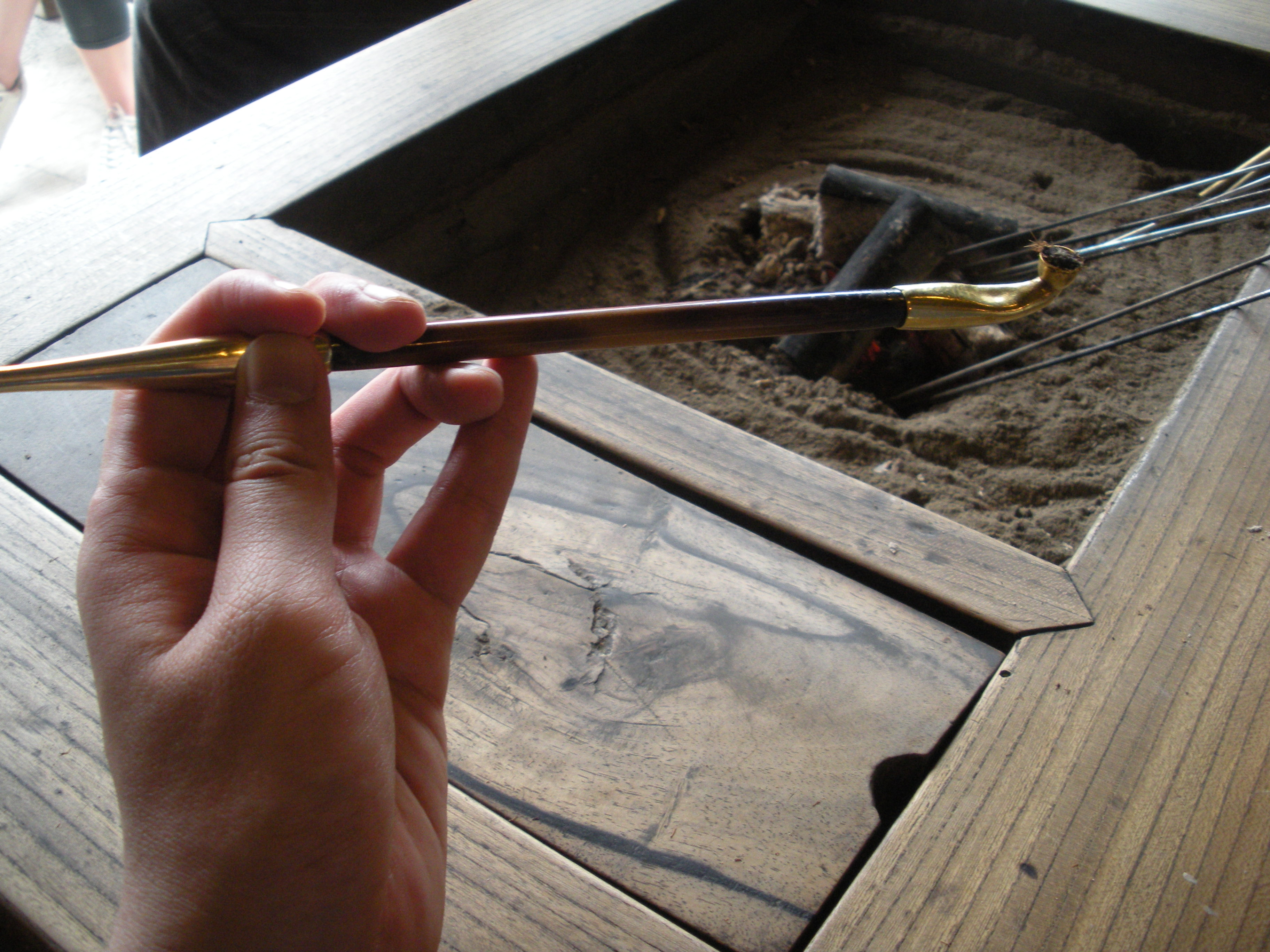
Pipa, kiseru (Japán)

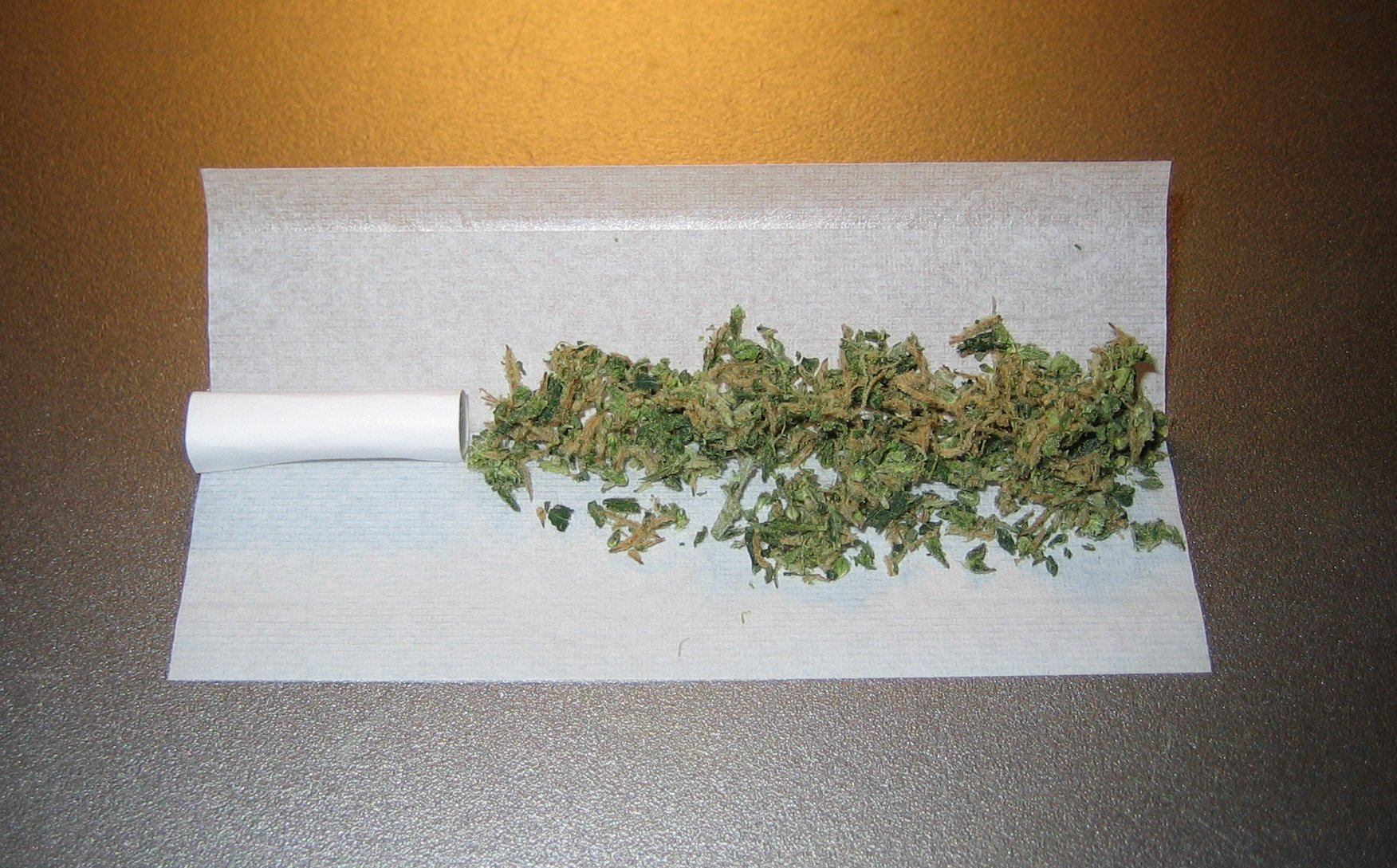
"Joint" összegöngyölés előtt

A leginkább elterjedt használati módja a cigarettába sodrás, a jobban éghetőség kedvéért gyakran dohánnyal keverve. Ez az úgynevezett „joint”, „spangli”, „dzsoja”, “rakéta” vagy “dzsotto”
- Vízipipa

A használók körében gyakori a vízipipa („bong”) használata is. Ennek előnye, hogy a benne lévő víz kiszűri a füstben lévő káros anyagok egy részét, és le is hűti füstöt, így csökkentve a használó tüdejére nehezedő terhet.
- Párologtató berendezés (vaporizer)

A vízipipától eltérően az úgynevezett párologtató berendezés (vaporizer) használata esetén csak minimális mennyiségű káros égéstermék keletkezik az által, hogy a kannabiszt csak 185-210 °C-ra hevíti, így az aktív hatóanyagok már elpárolognak, de mérgező égéstermékek gyakorlatilag nem keletkeznek, így nem kerül a kelleténél több káros anyag a használó tüdejébe, és természetesen dohányt sem kell használni a jobb éghetőség kedvéért, mint az előbbi módszereknél; bár ha a marihuána jó minőségű, akkor rendesen ég dohány hozzáadása nélkül is.
- Sütemény

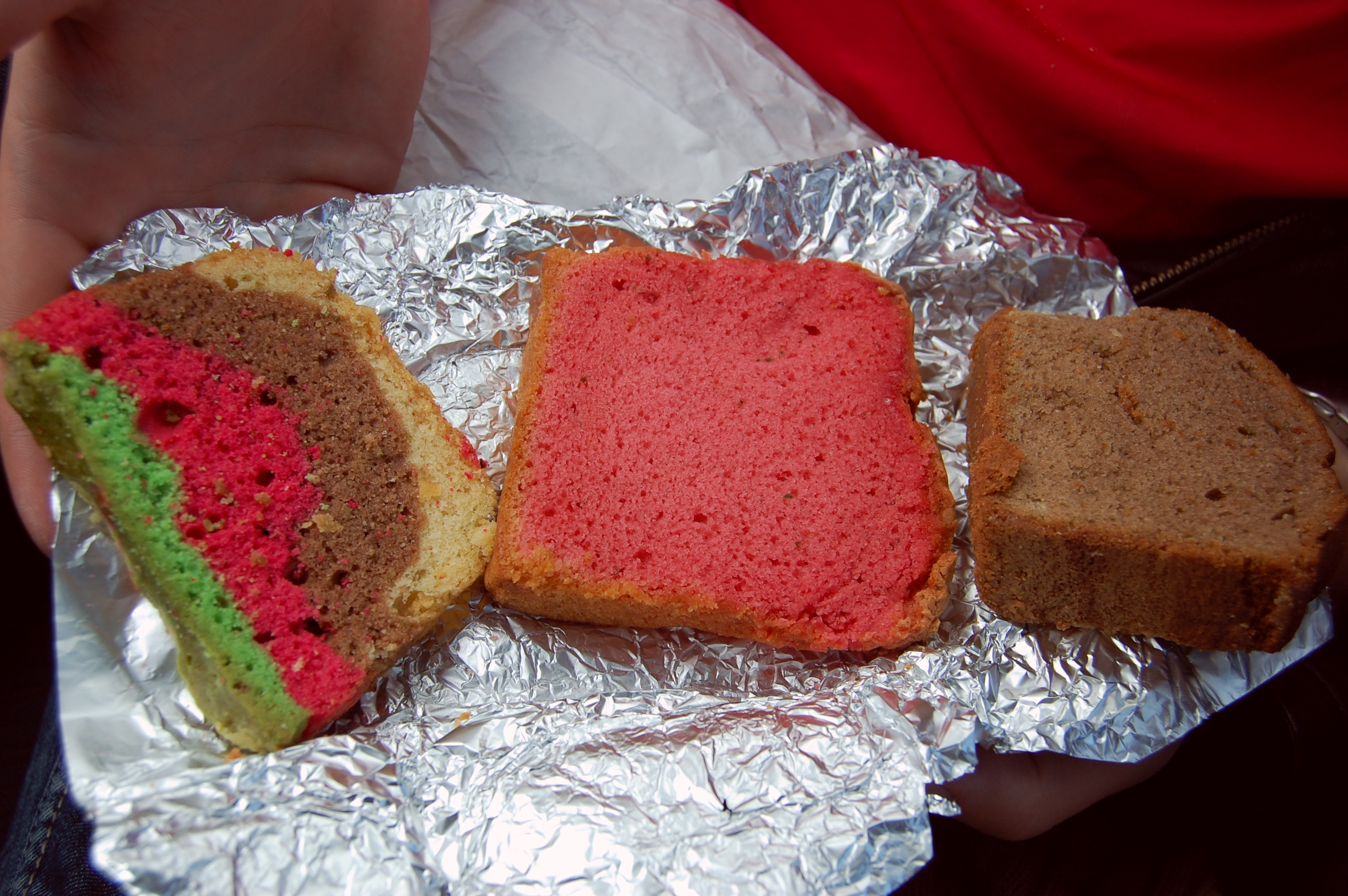
"Space cake"

A kender sokféle fogyasztási formái közé sorolható még a „space cake”, vagyis a kenderes sütemény, ami többnyire olyan vajjal készült, amin kendervirágokat vagy -leveleket futtattak meg, és a „zöld sárkány”, ami olyan alkoholos ital, amiben kendert áztattak huzamosabb időn keresztül. A pszichoaktív főalkotó minden esetben a THC (tetrahidrokannabinol). A THC, valamint a növényben kisebb-nagyobb mennyiségben előforduló más kannabinoidok – például a kannabidiol – aránya jelentősen módosíthatja a hasisolaj hatását.
- Kannabisztea

A marihuánatea viszonylag kis koncentrációban tartalmaz THC-t, mert a THC csak kis mértékben oldódik vízben (2,8 mg literenként). A marihuánateát ezért zsiradéktartalmú folyadékokban szoktak készíteni, például tejszínt öntenek forró vízbe, majd egy kis mennyiségű marihuánát áztatnak bele.

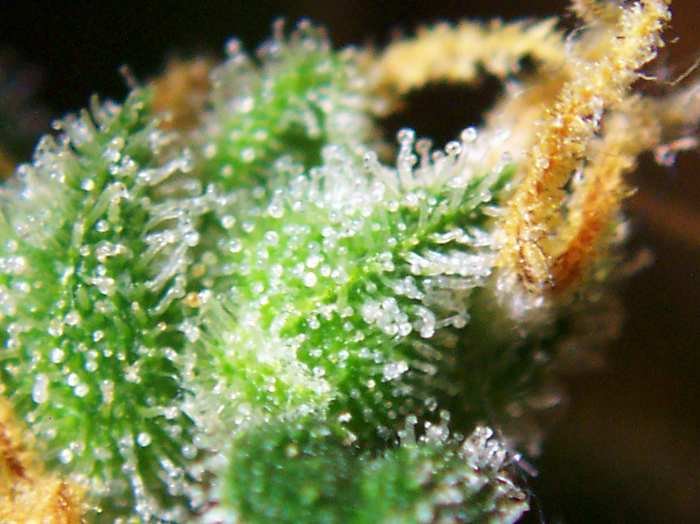
A kender virágán lévő gyantamirigyek
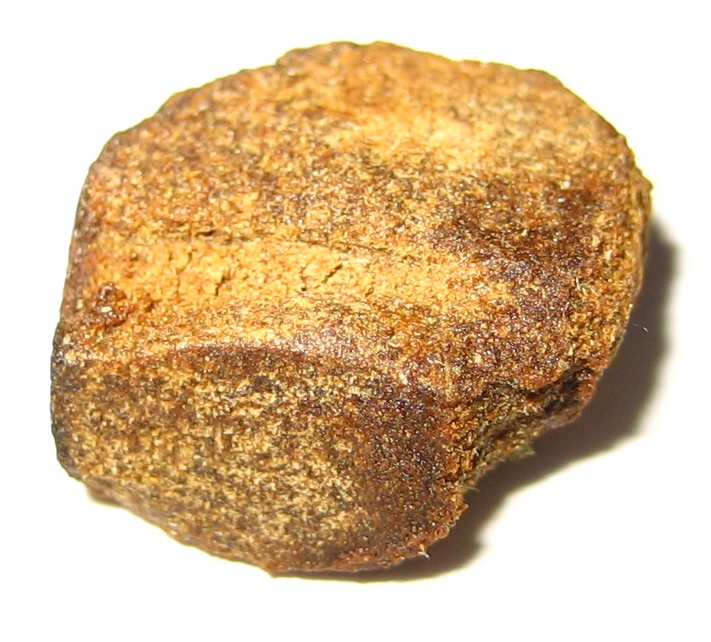
Préselt kendergyanta, azaz hasis
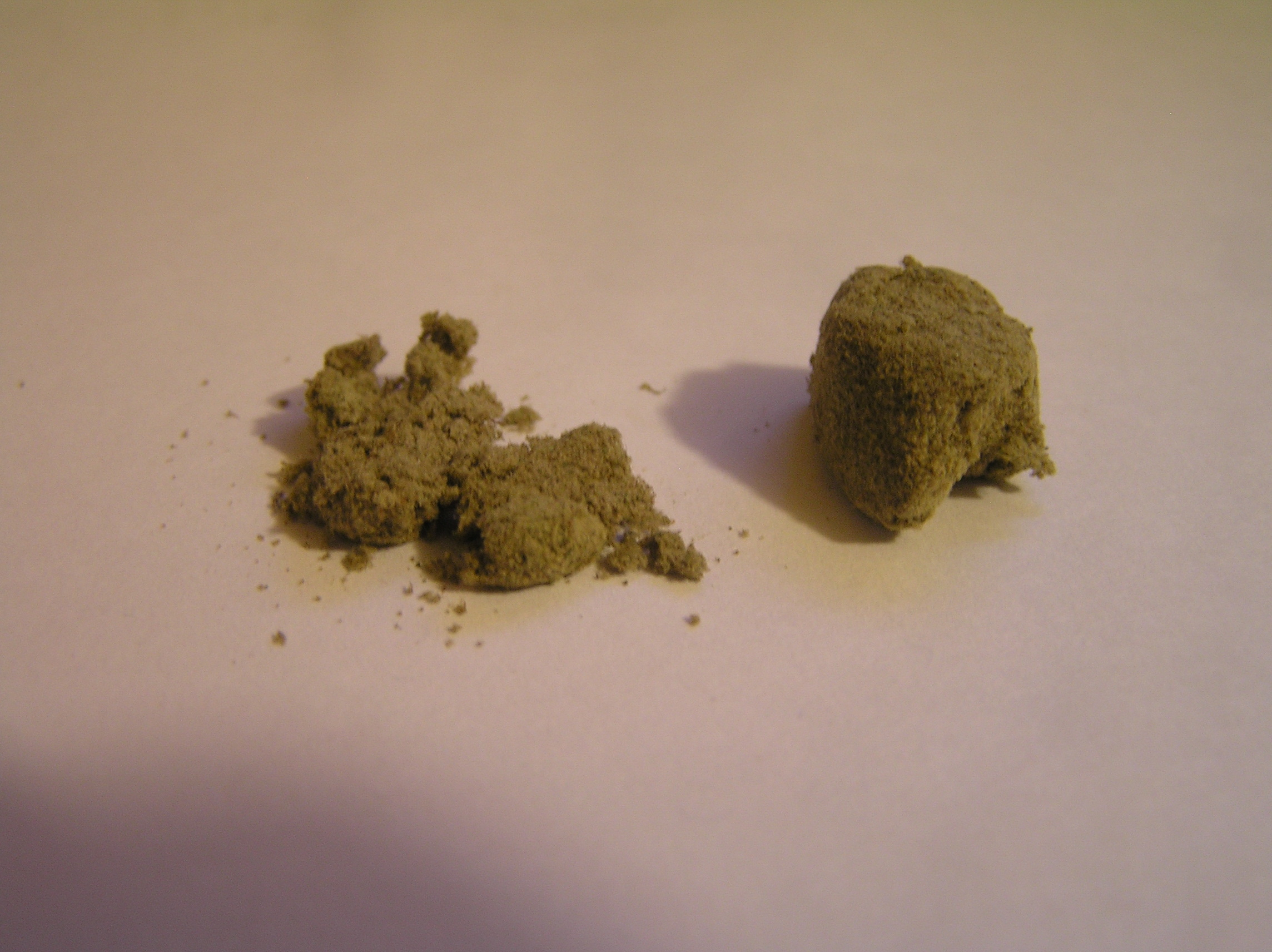
„Kief”, a kender gyantája
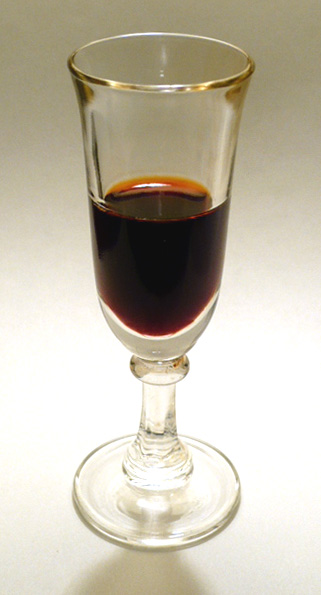
„Zöld sárkány” (tinktúra)
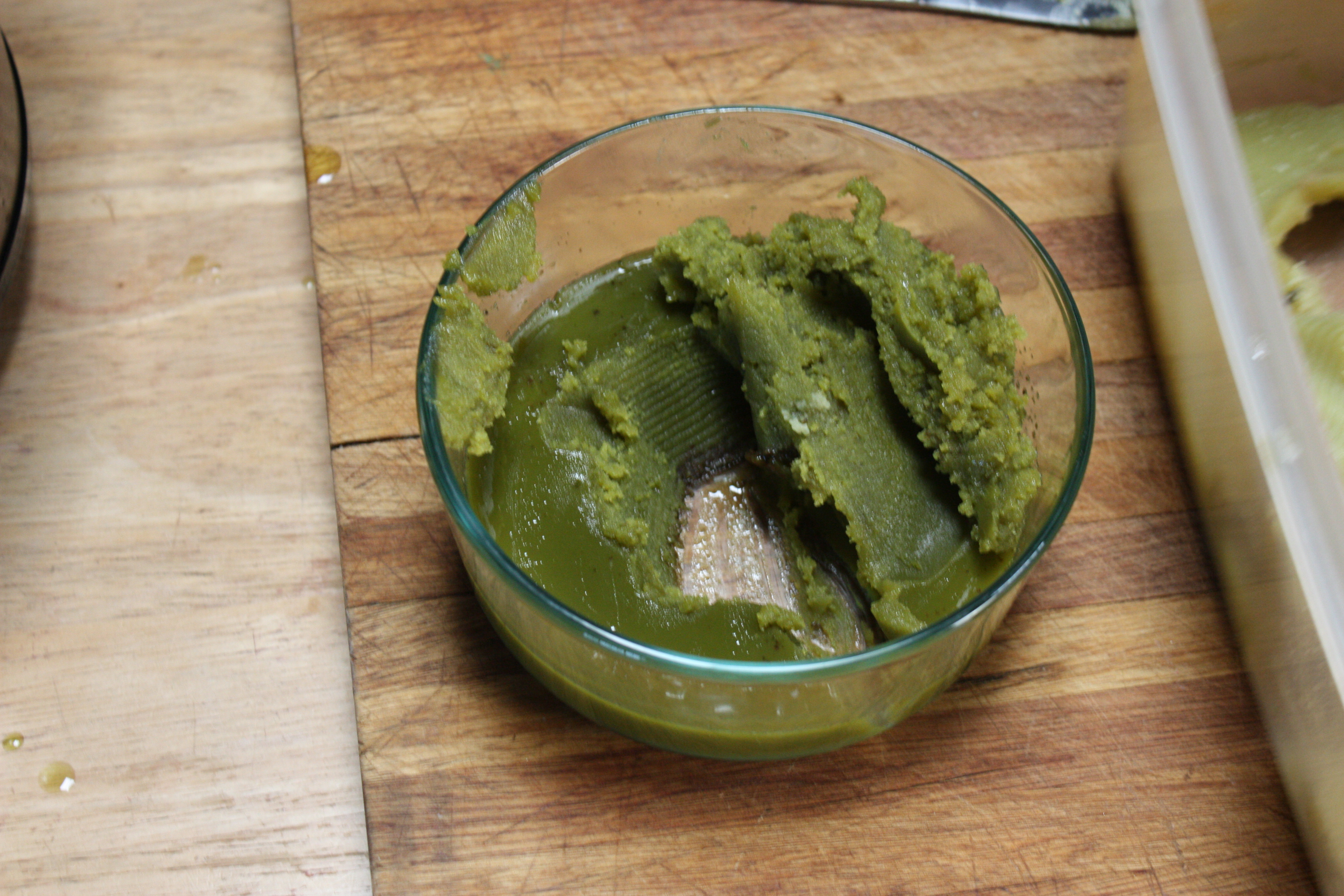
„Infúzió” (kannabiszvaj)

### Kombinációk
Az illegális forrásból származó marihuána használatának hátrányos oldala, hogy a marihuánát gyakran más anyagokkal, például dohánnyal és alkohollal egyidejűleg viszik be a szervezetbe. A marihuána, légszennyezett helyeken termesztve tartalmazhat nehézfémeket és más szennyező anyagokat, melyeket az élő növény vesz fel a környezetéből. A természetes szennyeződés mellett a forgalmazók esetenként szándékosan is szennyezik a marihuánát homokkal, üvegporral vagy cukorral, esetleg különböző fűszerekkel, például oregánóval és majorannával, hogy növeljék az értékesítésre szánt termék súlyát, mennyiségét. Ezek az adalékanyagok hasonlóan csillognak, mint a kannabiszban természetes módon megtalálható gyantakristályok, viszont sokkal nehezebbek, így számottevően növelik az anyag súlyát, és utcai értékét, de rontják a minőségét. Az ilyen jellegű kereskedői magatartást a fogyasztóvédelmi törvények hivatottak kezelni, azokban az országokban, melyekben a marihuána, orvosi vagy kikapcsolódási célú használatra legálisan árusítható, de azokban az országokban, melyekben a marihuánakereskedést törvény tiltja, a fogyasztói érdekek védelme jogszabályi keretekkel nem biztosítható.

### Interakciók
Különféle pszichoaktív anyagok, marihuánával való kombinálása sok esetben okozhat interakciókat. A marihuána interakcióba léphet többek között:
- A nyugtató gyógyszerekkel: barbiturátokkal, a benzodiazepinekkel, például a klonazepamnal kombinálva túlzott mértékű álmosságot okozhat.
- A theophyllinnel.
- Enyhe interakcióba léphet a Fluoxetine-nel is, ami irritáltságot, idegességet és túlzott izgatottságot okozhat.[108]
- Valószínüleg interakcióba léphet a Warfarinnal. Egy kémcsöves kísérlet, valamint két esetleírás alapján (Damkier és Lassen véleménye szerint) a THC valószínüleg gátolhatja a Warfarin nevü véralvadásgátló szer lebomlását, ezért a két szer együttes alkalmazása nem ajánlott, továbbá a CBD-kezelés esetén a Warfarin nevü véralvadásgátló szer dózisát 30%-kal ajánlott csökkenteni.[109]

## Kutatási eredmények
A kannabiszt az elmúlt évszázadok során többféle betegség kezelésével kapcsolatba hozták, felmerült, hogy gyógyhatással rendelkezhet többek között a rák, az epilepszia, a csonttörés, valamint a reumatikus ízületi gyulladás esetén. Bár számos tanulmány látott napvilágot a marihuána egészségügyi hatásairól, a marihuánával vagy hatóanyagaival kapcsolatos orvosi kutatások sok esetben kis egyedszámú kísérletek során történtek, ezért bár figyelemre méltóak, nem bizonyító erejűek. Ezek számos esetben utaltak a marihuánának esetleges káros hatásaival kapcsolatos aggodalmakra és jótékony hatásaira egyaránt, de jellemzően a vizsgálatban részvevő alanyok kis száma miatt, további vizsgálatok szükségességét javasolják. Ugyanakkor az igazán bizonyító erejű, nagy egyedszámú, placebo kontrollált kísérletek megvalósítása a legtöbb országban meglévő (marihuánára vonatkozó) jogi korlátozások, valamint az anyagi források hiánya miatt nem lehetséges.
Egy 1986-ban lefolytatott vizsgálat során kutatók megvizsgálták az 1986-ig készült szakmai irodalom eredményeit és megállapították, hogy a szakmai cikkek eredményei alapján a marihuána káros hatásai nem bizonyítottak.

### Endokannabinoid rendszer
Az emberi test előállít olyan anyagokat melyeket endokannabinoidoknak nevezünk, ezek különféle receptorokhoz kapcsolódnak az endokannabinoid rendszerben. Az endokannabinoidok mindennap hatást gyakorolnak az emberi test fiziológiájára. Az endokannabinoid rendszer részt vesz többek között az étvágy, a táplálékfelvétel, a hormonális folyamatok, a szexuális viselkedés, valamint a test hőszabályozásában is. A kannabisz növényben lévő több mint száz különféle kannabinoid kémiailag hasonló az emberi szervezetben megtalálható endokannabinoidokhoz, ezért képesek hatni az endokannabinoid rendszerre. Ez az oka annak, hogy a kannabinoidok számos betegségre képesek hatást gyakorolni az endokannabinoid rendszeren keresztül. Ez a felfedezés vezetett a marihuánával kapcsolatos farmakológiai tanulmányok megszaporodásához, és ahhoz, hogy a 2000-es években, az endokannabinoid rendszer nagyon fontos témává vált a tudományos közösségben.

### Szerepe a gyógyszer okozta halálozási arány csökkentésében
A kutatók közül sokan azért látnak fantáziát a kannabisz hatóanyagait tartalmazó gyógyszerek gyógyhatásának kutatásában, mert egyrészt a marihuána hatóanyagai jellemzően biztonságosabbak sok mai vényköteles gyógyszernél, másrészt számos betegség létezik, amelyek esetében a jelenlegi gyógyszerek nemcsak, hogy nem elég hatékonyak, de károsak is. Ilyenek például a (világszerte és Magyarországon is széles körben használt) nem szteroid gyulladáscsökkentők (például a diclofenac és az ibuprofen), amelyeket a szív és érrendszeri betegségekkel és vesekárosodással hoztak összefüggésbe.
A világszerte, így Magyarországon is elterjed gyógyszerszedésből (például nyugtatószedésből fakadó halálesetek száma magas, és egyre nő (például az Egyesült Államokban) messze meghaladja az illegális kábítószerek okozta halálesetek számát. Mindezt sokszor a túladagolás és a nem előírás-szerű használat számlájára írják, pedig számos esetben előfordul, hogy az előírás szerint szedett gyógyszerek okoznak halálozást. Például Heath Ledger ausztrál mozisztár és rendező esetében akinek halálát az orvosi előírás szerint szedett gyógyszerek; két fájdalomcsillapító és több benzodiazepin tipusú szer; nyugtató és altató együttes hatása okozta. Az orvos-szakértői jelentés szerint „Heath Ledger a vényre kapható gyógyszerek kombinációja miatt bekövetkező mérgezés következtében halt meg, melyet az oxycodone, hydrocodone fájdalomcsillapítók és három benzodiazepin : (diazepam, temazepam, alprazolam) valamint a doxylamine kombinációja okozott.”
A világszerte jelentkező, orvosok által felírt gyógyszerek okozta egyre növekvő halálozásért leginkább a nyugtatók, a szorongáscsökkentők, az altatók, és a fájdalomcsillapítók, valamint ezek kombinációja tehető felelőssé. Például 2008-ban az Egyesült Államokban az opioid fájdalomcsillapítókkal összefüggésbe hozható halálesetek száma 15 000 volt, míg a kokain okozta halálesetek száma 5100, a heroin pedig 3000 halálesetben játszott szerepet. Tehát a legálisan használt, receptre adott opioid fájdalomcsillapítók összességében közel kétszer annyi halálesetért voltak felelősek 2008-ban az Egyesült Államokban, mint a heroin és a kokain használat együttvéve. Az opioid tipusú fájdalomcsillapítók miatt bekövetkező halálozások számának növekedését Európában például Angliában is megfigyelték már 2013-ban. Az opioid tipusú fájdalomcsillapítók (amelyek Magyarországon is elérhetőek, egyik képviselője a Tramadol) okozta halálozás problematikája az európai uniós jelentésekben is említésre kerül, például a Drogtúladagolás megelőzése című tanulmányban, amely 2018-ban jelent meg. 
Az orvosok által felírt benzodieazepin tipusu nyugtatók szedése különösen a középkorúaknál jár fokozott halálozási kockázattal. A statisztikák szerint a receptre kapható hagyományos gyógyszerek (különösen a fájdalomcsillapítók, és nyugtatók) szedése miatt bekövetkező halálesetek száma évről évre nő. Ugyanakkor az opioid fájdalomcsillapító gyógyszerek miatt bekövetkező halálozás mértékét a megfigyelések szerint a marihuána legalizálás képes csökkenteni, (ugyanis a betegek a káros fájdalomcsillapító gyógyszerek helyett használják) az Egyesült Államokban ezt a megfigyelést szakemberek a marihuána legalizálás pozitív hatásaként értékelik. E trendek, valamint a tény, hogy a marihuána hatóanyagai biztonságosak, (az opioid típusú fájdalom-csillapítókkal szemben úgy képesek csillapítani a fájdalmat, hogy közben nem növelik a halálozás kockázatát) azt eredményezhetik, hogy a marihuána hatóanyagokat tartalmazó gyógyszerek idővel számos ma használt, nem kellőképpen biztonságos fájdalomcsillapítót, nyugtatót és egyéb gyógyszert válthatnak fel a jövőben.

### Onkológia
Bár laboratóriumi körülmények között a fitokannabinoidok esetében korábban megfigyeltek rák ellenes hatásokat, például a kutatók azt tapasztalták, hogy az üveg edényben a fitokannabinoidok képesek voltak csökkenteni a leukémiás sejtek életképességét,
 és egerek esetében a rákos daganatok méretét, ennek ellenére rákbeteg emberek esetében kevés kísérlet történt. A laboratóriumi vizsgálatok alapján, kutatók javasolják a marihuána és a fitokannabinoidok rákellenes és daganatellenes hatásainak további vizsgálatát, főként a glioma, a mell- és a tüdőrák esetében. Más kutatók (például Abrams), a már meglévő kutatási eredményekből származó, nagy mennyiségű, rákellenes hatásra vonatkozó bizonyítékot elegendőnek tartják ahhoz, hogy ezek alapján javasolják a marihuána hatóanyagainak integrálását a klinikai rákterápiában. A preklinikai adatok szerint a marihuána THC, a CBN valamint a kannabidiol nevű hatóanyagai tűnnek a leginkább ígéretesnek a tumorméret, a tumornövekedés csökkentésében valamint az áttétképződés gátlásában, és a tumorsejtek apoptózisának előidézésében, a kannabigerol pedig a vastag és végbélrák gyógyításában és megelőzésében.

#### Tumorellenes hatás
Egy amerikai nemzeti toxikológiai program keretén belül, 1996-ban lezajló kísérlet során, hosszú távon, nagy dózisú THC-t adtak egereknek és patkányoknak. E kísérlet során, Chan és munkatársai a THC-val kezelt egerekben a rosszindulatú tumorok ritkább előfordulását figyelték meg, azokhoz az egerekhez képeset, melyek nem kaptak THC-t. Egy 2015-ben nyilvánosságra hozott preklinikai adatok szerint a marihuána kannabidiol nevű hatóanyagáról kimutatták, hogy rendkívül hatékonyan gátolja a tumor növekedését, nemcsak az in vitro, hanem az élő szervezetekkel végzett tesztek esetében is, meghatározó mértékben csökkentette a tumornövekedés gyorsaságát, és bizonyos esetekben kedvezően befolyásolta az áttétképződés mértékét is. Emberek esetében a rákellenes hatásokkal kapcsolatban ugyanakkor az amerikai National Cancer Institute (Nemzeti Rákkutató Intézet) jelentése szerint (2013 novemberéig) csak egy kis egyedszámú kísérlet történt 2006-ban, melyben Guzmán és munkatársai delta-9-THC-t használtak, 9 végstádiumú, rosszindulatú agydaganatban (glioblastoma multiforme) szenvedő beteg esetében, sikertelen műtéti és sugárkezelést követően, melynek eredményeként potenciális tumorellenes aktivitásáról számoltak be.
2013-ban néhány folyamatban lévő kutatásról beszámoló cikkekben (amelyek főként a közösségi oldalakon jelentek meg), azt állították, hogy a marihuána korábban bizonyos esetekben, bizonyítottan képes volt meggyógyítani a rákban szenvedő betegeket. Az Egyesült Királyság Rákkutatási Intézete ennek kapcsán nyilatkozatot adott ki 2013-ban, amely szerint a közösségi oldalakon található írások olyan forrásokra hivatkoznak amelyek nem szaklapokban jelent meg, főként a közösségi oldalakon terjedtek, és „nagymértékben félrevezető” cikkek. Bár rákbeteg embereken végzett kísérletekre továbbra is nagy szükség volna a rákellenes hatás ellenőrzése érdekében, ennek ellenére ilyen kísérletek továbbra sem történnek, viszont olyan laboratóriumi (üvegedényben végzett) kutatások, és állatkísérletek továbbra is történnek, melyek ígéretes eredményekről számolnak be.Az üveg edényben megfigyelhető, rákellenes hatást többen is megerősítették, például 2016-ban Motadi és munkatársai a méhnyakrák esetében, kísérletük során a kannabisz növényi kivonatából izolált kannabidiol, gátolta a méhnyakrákot tartalmazó daganatból származó sejtek osztódását, valamint a programozott sejthalál bekövetkezését eredményezte a rákos sejtek esetében.

##### Tüdőrák, mellrák és leukémia
1974-ben a Virginiai Orvosi Egyetem kutatói, Munson és munkatársai azt figyelték meg, hogy laboratóriumi körülmények között, kísérleti egerekben a THC és a CBN lelassította a tüdő- és a mellrák, valamint a vírus indukálta leukémia-sejteket tartalmazó daganatok növekedési ütemét, és megfigyelték, hogy azok közül az egerek közül, melyekben mesterségesen rákot idéztek elő, az a csoport amely a betegség kialakulása után a marihuána hatóanyagait kapta, az egerek 36%-kal hosszabb ideig éltek, mint a kontroll csoportban rákos egerei.

##### Hasnyálmirigyrák
2018-ban prof. Falasca és munkatársai hasnyálmirigyrákos egereknek (egy kemoterápiás szer) gemcitabine és a kannabidiol kombinációját adták. Eredményként azt kapták, hogy az egerek túlélési ideje közel megháromszorozódott. A kutatók az eredmények megerősítése érdekében nagyobb létszámú klinikai próbák elvégzését javasolják. Ennek a kutatási eredménynek azért van nagy jelentősége, mert a hasnyálmirigyrák átlagos túlélési ideje jelenleg még kezelés mellett is meglehetősen rövid idő; a hasnyálmirigy diagnózisától számított öt éven belül a halálozási arány átlagosan több mint 95%-os.

##### Glioma, glioblastoma, neuroblasztóma
1998-ban Sánchez (és munkatársai) a madridi Complutense Egyetemen megfigyelte, hogy a THC, üveg edényben képes szelektíven programozott sejthalált előidézni a gliomás (agytumoros) sejtek esetében, a nélkül, hogy bár milyen negatív hatást előidézne az egészséges sejteken.
Majd 2000-ben Galve-Roperh és munkatársai, egy kísérlet során szintetikus THC-t injekcióztak gliomás patkányok agydaganatába, ennek következtében ezek a patkányok hosszabb ideig éltek, mint azok a gliomás patkányok, (a kontrollcsoport egyedei) amelyek a kísérlet során nem kaptak THC-t. E tumorellenes hatást a kannabioidok esetében később mások is megerősítették például 2003-ban Paola Massi és a Milánói Egyetem kutatói, akik azt az eredményt kapták, hogy a kannabidiol, (0,5 mg/egér dózisban), bőr alá injekciózva, jelentős mértékben gátolta az egerekben, (a kísérleti céllal bőr alá beültetett) emberi glioma szövetek növekedését.
2006-ban, egy embereken végzett, kis egyedszámú kísérlet során Guzmán és munkatársai delta-9-THC-t használtak, 9 végstádiumú, rosszindulatú agydaganatban (glioblastoma multiforme) szenvedő beteg esetében, sikertelen műtéti és sugárkezelést követően, melynek eredményeként potenciális tumorellenes aktivitásáról, és bizonyos klinikai tünetek (a fejfájás és a hallucináció) eltűnéséről, valamint (a korlátozott beszédképesség, és a féloldali bénulás) enyhüléséről számoltak be.
Egy 2014-ben végzett kísérlet során Scott és munkatársai THC-t és a kannabidiolt, sugárterápiával kombinálva alkalmazták, gliomás egerek esetében. Eredményeik szerint az MRI-felvételeken is láthatóan, jelentős mértékben csökkent a tumor mérete azoknak az egereknek az esetében, amelyek a THC, a kannabidiol és a sugárterápia kombinációját kapták.
2015-ben Meiri és munkatársai, kémcsőben a marihuána hatóanyagainak hatására a daganatos agysejtek esetén e sejtek programozott sejthalálát idézték elő, a rákos sejtek pusztulását figyelték meg.
Egy 2016-ban megjelent cikk szerint Fisher és munkatársai a vizsgálatuk során azt az eredményt kapták, hogy in vitro és élő szervezetekkel végzett tesztek esetében is hatásosnak és mellékhatásoktól mentesnek találták a kannabidiolt a neuroblasztóma (gyermekkori idegrendszeri daganat) esetében.
Hashemi és munkatársai 2016-ban a kannabinoidok, glioblasztómára gyakorolt hatásmechanizmusát vizsgálták, eredményeik alapján felhívták a figyelmet a kannabinoidok gyógyszerként való elfogadásának, valamint gyógyászati célú bevezetésének lehetőségére a glioblasztóma elleni küzdelemben.
Az eljárást, melynek során a fitokannabinoidokat, azon belül is THC-t és kannabidiolt alkalmaznak, agytumoros betegek sugárkezelése esetén, Liu és munkatársai szabadalmaztatták az Egyesült Államokban, 2016-ban. Az eljárás szabadalmi dokumentumai szerint a kezelt agytumoros betegek sugárkezelését megelőzően adagolt THC ésvagy kannabidiol növeli a ráksejtek sugárérzékenységét.

##### Vastagbélrák
2014-ben egy ritkábban vizsgált fitokannabinoid esetében is beszámoltak rákellenes hatásról: Borrelli és munkatársai által publikált eredmények szerint a kannabigerol esetében bizonyosodott be, hogy élő szervezetekben gátolja az átültetéssel, valamint a kísérleti állatok szervezetében, korábban vegyi anyagokkal előidézett vastagbélráksejtek további osztódását.

##### Ewing-szarkóma
2016-ban Quilao és munkatársai a kannabinoidok, Ewing-szarkóma tumor érhálózatára gyakorolt hatását vizsgálták és azt találták, hogy állatkísérletekben, átültetett rákszövetek esetében a kannabidiol és az ajulemic sav, injekció formájában történő beadását követő harminc perc elmúltával jelentős mértékben csökkentette a megnövekedett szövetközi folyadéknyomást. Ennek azért van jelentősége, mert bizonyos tumorok megnövekedett szövetközi folyadéknyomást eredményeznek, ami a rákellenes gyógyszerek felszívódásának gátlásával csökkenti a kezelések hatékonyságát. Mivel ez a folyamat kannabinoidokkal kedvezően befolyásolható ezért ez felveti annak lehetőségét, hogy a kannabinoidok képesek fokozni bizonyos rákgyógyszerek hatékonyságát, gyógyítóképességét.

##### Melanoma
2016-ban Simmerman és munkatársai cisplatin és kannabidiol injekciókkal kezeltek rosszindulatú melanómás egereket, és azt az eredményt kapták, hogy a kezelt szövetekben, a kannabidiol jelentős mértékben csökkentette az LC3 antitestek mennyiségét. Amennyiben a kannabidiol hatására valóban csökken az autofág aktivitás, akkor egy alkalmas eszköz lehet a rosszindulatú melanoma elleni kezelések során.

##### Húgyhólyag rák
Thomas, Wallner és munkatársai, 84170 kannabisz használó esetén, adatbányászati módszerek és matematikai-statisztikai számítások (regresszióanalízis) alkalmazásával kerestek kapcsolatot a kannabisz használat és különféle betegségek között, az egészségügyi adatbázisból kinyert adatok elemzésével, és azt találták, hogy a kannabisz használók körében (statisztikailag) jelentős mértékben (45%-kal) kevesebb a hólyagrák előfordulásának gyakorisága, mint a lakossági átlag esetében, a mellett, hogy az ok-okozati kapcsolat nem bizonyított.

#### Állapotjavító kezelés
Rákbetegek esetében a nem gyógyítási, hanem csak az állapotjavítást célzó terápiával kapcsolatban, 2015-ben a Tel-avivi Orvosi Központ és Rákkezelési Intézet az intézményi tapasztalatok összegzéséből álló cikke szerint a marihuána rendkívül hatékony bizonyos előrehaladott rákbetegségben szenvedő betegek állapotjavító, támogató kezelésében.
Bár a kannabisz a fájdalomcsillapításon túl, javítja a betegek életminőségét, valamint csökkenti a levertséget és a lelki szenvedést is, így Prasanna és munkatársai kutatásai szerint az amerikai gyermek-onkológusok sok esetben hajlandóak az orvosi marihuával történő gyógykezelés alkalmazását mérlegelni, rákos gyermekek esetében, annak ellenére, hogy az orvosi marihuána alkalmazására vonatkozó szakmai sztenderdek hiányoznak.

##### A cachexia kezelése
Brierley és munkatársai a Kannabigerol étvágynövelő hatását vizsgálták patkányokon, és azt az eredményt kapták, hogy a Kannabigerol olyan, jól tolerálható, mellékhatások nélküli hatást eredményezett, mely képes volt megnövelni az étvágyat, valamint az étkezések gyakoriságát is. Az eredményeket látva, terápiás lehetőséget látnak a használatában a tumor okozta rossz erőnlét és sorvadás (cachexia) esetében.

### Neurológia, pszichiátria
A marihuána kutatás újabb eredményei az endokannabinoidok szervezetre gyakorolt élettani hatásai farmakológiai és kémiai tulajdonságok ismeretében, elsősorban a kannabigerol, a Δ9-tetrahidrokannabinol, és a kannabidiol nyitották meg új terápiás stratégiák lehetőségét a neurológiai és pszichiátriai betegségek esetében. A kannabinoid receptor agonisták lehetséges terápiás felhasználása közé tartoznak a sclerosis multiplexhez, vagy a gerincvelő sérülésekhez társuló görcsösség, remegés, és fájdalom kezelése. A CB1 receptor antagonisták terápiásan hasznosíthatók lehetnek a Parkinson-kór esetében. A kannabidiol a függőségeket csökkentő, az alvásminőség javító, az antipszichotikus, valamint epilepsziás görcsgátló, továbbá olyan zavarok esetében gyakorolt pozitív hatása, mint a szorongás, és a depresszió a kannabigerol pedig az antipszichotikus (elmezavart gyógyító) hatása miatt, valamint Valdeolivas, Navarrete és munkatársai (2015) szerint a Huntington-kórral kapcsolatos terápiás lehetőségek esetében tűnik ígéretesnek. Mint általánosan a kannabinoidok, úgy a fitokannabinoidok is, Capasso és munkatársainak eredményei szerint gyulladáscsökkentő és antioxidáns hatással rendelkeznek. Singh és munkatársainak kutatási eredményeiről szóló beszámoló szerint ez a gyulladáscsökkentő hatás a neurodegeneratív zavarok esetén is érvényesül. 2016-ban Brzozowska és munkatársai a kannabidiol biokémiai hatásait vizsgálva egereken, a kannabidiol hatóanyagra alapozott terápiás fejlesztés szempontjából kedvező bizonyítékokat találtak, melyek alátámasszák a feltevést, miszerint a kannabidiol alkalmas lehet különféle központi idegrendszeri rendellenességek kezelésére.

#### Dementia és neurodegeneratív betegségek
2016-ban Garay és munkatársai, 3 év, II., és III. fázisban lévő klinikai vizsgálatok eredményeit áttekintő cikkben, beszámolt a fitokannabinoidokat tartalmazó nabilone nevű gyógyszerrel végzett kísérletsorozatról is, melyet a szellemi leépülés során fellépő agitáció kezelésére vizsgálnak, új gyógymódok lehetséges eszközeként. Új kezelési lehetőségek kutatása annál is inkább szükségessé vált, mivel a benzodiazepinek és az antipszichotikumok használata az utóbbi időben visszaszorult, ugyanis gyorsították a kognitív hanyatlást, és növelték az elhalálozás gyakoriságát is a demenciában szenvedők körében.

##### Parkinson-kór
A kutatásokkal igazolták, hogy a kannabisz, és hatóanyagai képesek javítani a parkinson-kór, motoros és nem motoros tüneteit is. A motoros tünetek közül például a kézremegést, az izomfeszülést valamint a meglassult akaratlagos mozgási képességet. A Parkinson-kór esetében 2012-ben egy kis egyedszámú kísérlet során Parkinson-kórban szenvedő betegeket kezeltek marihuánával. Az eredmények alapján javulást tapasztaltak a kézremegés, a merevség, valamint a belassult mozgás esetében. Egy másik 2014-ben publikált, Parkinson-kórban szenvedő betegekkel végzett, kis egyedszámú kísérlet eredménye szerint a marihuána javított a Parkinson-kórban szenvedő betegek alvásminőségén is valamint a fájdalomcsillapító hatása is javította a betegek állapotát. Ezért e vizsgálatot végző kutatók javasolják a marihuána, gyógyszerként való használatát a Parkinson-kór elleni küzdelemben. Kutatásokban során bizonyították, hogy a kannabisz képes javítani az olyan, úgynevezett nem motoros tüneteket is, mint például a fájdalom, az alvászavar, vagy a szorongás.

##### Alzheimer-kór
2016-ban Schuber, Currais és munkatársaik, Alzheimer-kórral kapcsolatos kutatásaik eredményeit összefoglaló cikkben arról számoltak be, hogy gyulladás esetén a THC-val kezelt sejtekben csökkent az amyloid béta fehérje szintje, valamint megfigyelték azt is, hogy a THC megszüntette az amyloid béta fehérje okozta gyulladásos választ az idegsejtekben, ami lehetővé tette az idegsejtek túlélését. Ennek azért van jelentősége mert (Currais szerint) „az agyban létrejövő gyulladás az egyik fő komponense az Alzheimer-kórral járó károsodásnak”. Garner és Cheng véleménye szerint, olyan egyéb fitokannabinoidok mint például a kannabidiol is hasznos lehet az Alzheimer-kór kezelésében, Libro, Diomede és munkatársai saját kutatáson alapuló véleményük szerint (2016) pedig a kannabidiol konkrétan a betegség korai szakaszában, a betegség súlyosbodásának megelőzésében játszhat szerepet, az által, hogy kimutathatóan módosítja az Alzheimer-kórral összefüggésbe hozható gének, mezenchymális őssejtekben történő aktiválódását. Garner és Cheng a kannabidiol jelentőségét más szempontból is ki kiemelte, ugyanis a THC-van szemben, a kannabidiol nem befolyásolja negatívan a kognitív képességeket.

##### Huntington-szindróma
Sagredo, Fernández-Ruiz és munkatársainak (2011), valamint Valdeolivas és munkatársainak (2015) véleménye szerint a preklinikai vizsgálatokra alapuló bizonyítékok alátámasztják azokat a feltételezéseket melyek olyan, a kannabisz hatóanyagai, valamint az azokat tartalmazó tartalmazó gyógyszerek mint például a Sativex, neuroprotektív szerként való jótékony hatására vonatkoznak. A kutatók megállapították, hogy a Sativex késleltetni tudja a Huntington-kór ban szenvedő betegek állapotromlását, tüneteinek rosszabbodását, illetve a betegség előrehaladását, a mellett, hogy a CBD önmagában, vagy a THC-val együtt, relatíve kis adagban, rövidtávon adagolva, a chorea tüneteit nem szüntette meg.

#### Antipszichotikus hatása
Bár egy kutatás azt bizonyítja, hogy a marihuána THC hatóanyaga önmagában, intravénás formában adva ideiglenesen növelheti a kórosan bizalmatlan, gyanakvó gondolkodást, a marihuána kannabidiol nevű hatóanyaga Di Forti és munkatársa szerint teljes mértékben képes ellensúlyozni ezt a hatást. Ez felvetette annak a lehetőségét, hogy a kannabidiol antipszichotikus hatással rendelkezik. 2016-ban Tsopelas és munkatársai összefoglaló tanulmányukban állítják, hogy több kísérlet igazolja, hogy a kannabidiol „egy hatékony antipszichotikus hatású vegyület”. De további vizsgálatát javasolták, ami Gururajan és Malone véleménye szerint azért szükséges, mert a hagyományos, antipszichotikus kezelés, illetve a hagyományos gyógyszerek a betegek egy része esetében nem hatásos. Zuardi és munkatársai szerint az 1995-ben és 2006-ban publikált vizsgálati eredmények alapján a kannabidiol, klinikai antipszichotikus hatással rendelkezik a hagyományos terápiákra rezisztens szkizofrénia esetében, melynek eléréséhez vizsgálatuk szerint, viszonylag magas (1 gramm/nap) dózis szükséges, és nem minden beteg esetén volt hatásos. 2012-ben Leweke és munkatársai, egy nagyszabású kettős vak, randomizált kísérletsorozat során vizsgálták a kannabidiol hatását a szkizofréniás betegek állapotára, valamint mérték az anandamid szintjét is, amivel kapcsolatban korábban beszámoltak arról, hogy az anandamid bizonyos magas szintje a liquorban fordítottan arányos a pszichotikus tünetekkel. Az eredményeket értékelve megállapították, hogy a kezelés biztonságos volt és jelentős klinikai javulást eredményezett, kedvezőbb mellékhatás-profillal. (Az amiszulprid kezeléshez viszonyítva, amit a kontrollcsoport kapott.) Ezenkívül megállapították, hogy a 800 mg/nap dózisú kannabidiolkezelést a szérum anandamid-szint jelentős mértékű növekedése kísérte, ami az adatok matematikai-statisztikai elemzésének eredményei szerint szignifikánsan összefüggött a klinikai tünetek javulásával. Egy 2013-ban megjelent tanulmány szerint a marihuána egy másik, nem pszichoaktív hatóanyaga a kannabigerol (CBG) is bizonyítottan antipszichotikus hatással rendelkezik. A cikk beszámol arról is, hogy a kannabigerol farmakológiai profilja hasonló az új generációs (atípusos) antipszichotikumokéhoz, valamint a tanulmány hivatkozik egy másik klinikai vizsgálat eredményére is, mely szerint a kannabigerol csökkenti a szkizofrénia pozitív tüneteit melyek például a hallucinációk, a téveszmék, a bizarr viselkedés és beszéd, továbbá csökkenti a szkizofrénia negatív tüneteit is. (Ezek például a depresszió, az érzelmek és a kommunikációs képességek elszegényedése.) A mellett, hogy a kannabigerol egy, a szkizofrén betegek által jól tolerált szer, kedvezőbb mellékhatásprofillal rendelkezik, mint a jelenlegi, szkizofrénia kezelésére használt, sok esetben nem kielégítő hatékonyságú és a fizikai egészséget károsító gyógyszerek többsége. Használata a cikk megállapítása szerint alternatív szerként javasolt a szkizofrénia kezelésében. Az olyan mellékhatások melyek a neuroleptikumok esetén jelentkezhetnek például elhízás, az idegrendszeri eredetű mozgászavarok, és ritkán a kóma, a halál, vagy a neuroleptikus malignus szindróma, a kannabidiol alkalmazása esetében nem fordulnak elő, illetve alkalmazása kevesebb extrapiramidális mellékhatással jár együtt. Sőt, egy Sonego és munkatársai által végzett egérkísérletekben a kannabidiolnak az antipszichotikumok mellékhatását csökkentő hatását is megfigyelték: a kannabidiol képes volt csökkenteni a haloperidol okozta merevséget és katalepsziát.
2018-ban Philip McGuire, és munkatársai egy nagy betegszámú (88 beteg részvételével készült), randomizált, placebo-kontrollált próba során vizsgálta a CBD, szkizofréniára gyakorolt hatását. Azon páciensek esetében akiket CBD-vel kezeltek (statisztikailag jelentős mértékben) csökkentek a pozitív pszichotikus tüneteik (a pozitív és negatív szindróma skálán mérve; p=0.02) a placebóval kezelt betegek eredményeihez viszonyítva. Azok a páciensek akik CBD-t kaptak ugyanakkor a (statisztikailag jelentős mértékű) javulás jeleit mutatták a kognitív teljesítmény tekintetében is (BACS; p=0.07) továbbá az általános funkciók tekintetében is (GAF; p=0.08). A mellékhatások előfordulási gyakoriságában nem volt jelentős különbség a CBD-vel valamint a placebóval kezelt páciensek eredményei között. A kísérlet során jótékonynak és jelentős mellékhatásoktól mentesnek találták a kannabidiolt a szkizofrén betegek kezelésében.

#### A poszttraumás stressz szindróma kezelése
Egy 2012-ben publikált tanulmányban a hannoveri orvosi egyetem kutatói, Passie és munkatársai, egy 19 éves férfibeteg esetét ismertetik, mely esetben azt vizsgálták, hogy a poszttraumás stressz szindróma tüneteire milyen hatással van a marihuána. Ennek a betegnek olyan súlyos poszttraumás stressz szindrómával betegséghez társuló tünetei voltak, mint például az átélt kriminális élmények rémképeinek intenzív "bevillanása", pánikrohamok, önkárosító viselkedés. E beteg a marihuánahasználatot követően a tüneteinek javulásáról számolt be. E kutatás ezen az eseten kívül utal, az ebben a témában készült legfrissebb független kutatásokra is, melyek bizonyítékot szolgáltatottak arról, hogy a PTSD betegek a marihuána segítségével képesek megbirkózni a poszttraumás stressz szindróma tüneteivel. A kannabisz ugyanis képes visszafogni a traumatikus emlékek erejét, vagy csökkenteni azok érzelmi hatását, így megkönnyítik a PTSD-vel küzdő emberek pihenési képességét, javítja az alvásuk minőségét, megnyugtatja őket és arról számolnak be, hogy a kriminális élmények rémképeinek "bevillanásai" az úgynevezett "flashback" emlékek kisebb mértékben hatnak rájuk. Az egyre halmozódó bizonyítékok a tanulmány szerint arra utalnak, hogy a kannabinoidok szerepet játszhatnak a traumatikus élmények okozta félelem megszűnésében. Mivel a poszttraumás stressz szindróma kezelése esetén a benzodiazepin típusú szorongáscsökkentők hatástalannak bizonyultak, ez új, hatásosabb gyógyszerek kutatását teszi szükségessé. Bár van néhány meggyőző bizonyíték melyek azt sugallják, hogy az orvosi marihuána hatásosan csökkenti a poszttraumás stressz szindróma tüneteit, de 2016-ig, nagyszabású kísérletek hiánya miatt, nem áll rendelkezésre elegendő bizonyíték a hatékonysága mellett. Ugyanakkor Grant és munkatársai amerikai katonák esetében kapcsolatot találtak a marihuánahasználat és a kikérdezett egyének katonaviselt múltja között. Az adatok logisztikus regresszió analízissel történő elemzése során arra az eredményre jutottak, hogy a volt katonák jelentős része használ marihuánát, (61,8%, az adatfelvételt megelőző hónapban) valamint kimutatták, hogy legalább egy havi marihuánahasználat esetén valószínű a poszttraumás stressz szindrómával küzdők esetén az állapotjavulás kialakulása. Egy hónapot követően a marihuána képes javítani a pihenésre való képességet valamint a feszültség csökkentését eredményezi. A kutatók a poszt-traumás stressz szindróma esetében a fitokannabinoidok felhasználásában rejlő terápiás lehetőségek további vizsgálatát javasolják.

#### Nyugtató, altató, pánik és depresszióellenes hatás
Új altató gyógyszerek kifejlesztésére azért volna szükség, mert a manapság leggyakrabban alkalmazott altatók a benzodiazepinek legnagyobb hátránya, hogy viszonylag rövid használati időn belül alkalmazva is függőséget okoznak, és elhagyásuk esetén az eredetinél nagy mértékben súlyosabb alvászavart okoznak, valamint olyan akár fél évig is elhúzódó elvonási szindrómát, ami főként az emlékezőképesség valamint a koncentrálóképesség romlásával, szétszórtsággal, és zavartsággal jár.
2007-ben egy nagy egyedszámú kísérlet során vizsgálták a THC és a kannabidiol hatásait, többek között az alvászavar kezelésének esetében. Eredményeik szerint a vizsgálatban résztvevők 40-50%-ánál tudtak elérni jó vagy nagyon jó alvásminőséget a marihuána hatóanyagainak adagolásával. Soares és munkatársai emberek és állatok esetében is megfigyelték a kannabidiol nyugtató hatását, ami a pánikbetegség esetén való hasznosíthatóságára hívja fel a figyelmet. Mivel a jelenlegi SSRI-kezelések kedvezőtlen mellékhatás-profilja miatti gyakori mellékhatásokat (és az erre visszavezethető gyógyszerelhagyást) nevezi meg a pánikbetegek visszaesésének lehetséges okaként. 2009-ben Zanelati és munkatársai, hím egereken, kényszerített úszásteszttel vizsgálták a (3–100 mg/kg) kannabidiol antidepresszáns hatását, 30 mg/kg imipramine hatásával összehasonlítva, és a tesztek során, a kannabidiol esetében, az imipramine-hoz hasonló antidepresszáns-szerű hatást figyeltek meg. Egy 2010-es vizsgálat során a kutatók a THC és más kannabinoidok hangulatjavító hatását vizsgálták. Megállapították, hogy a marihuána hangulatjavító és antidepresszáns-szerű hatását feltehetőleg a THC és más kannabinoid jellegű hatóanyagok együttes hatása idézi elő.
2019-ben Japánban, Masataka professzor vezetése alatt a kiotói egyetemen, duplán vakon értékelt kísérlet keretében vizsgálták a Kannabidiol hatását, 37 – szociális szorongásos zavarral küzdő – fiatalkorú kísérleti alany esetében. Eredményeik szerint a Kannabidiol jelentős mértékben csökkentette a kísérletbe résztvevők szorongását a nélkül, hogy függőséget okozott volna.

#### Gyermekneurológia
Kuhlen és munkatársai 2016-ban, 16 olyan 1 és 26 év közötti, komplex neurológiai tünetekkel rendelkező gyermek esetében vizsgálták a kis dózisú THC (0.08-1.0 mg/kg/nap) tartalmú Dronabinol hatását, akik nem reagáltak megfelelően a hagyományos kezelésekre, és megállapították, hogy a Dronabinollal ígéretes terápiás eredményeket sikerült elérni a terápia rezisztens görcsösség esetén.

#### Addiktológia
Az addiktológia területén főként a marihuána kannabidiol nevű hatóanyaga kecsegtet ígéretes terápiás lehetőségekkel, függőségek (például nikotinfüggőség) esetén, az elvonási tüneteket csökkentő hatása miatt.

##### Opioid-elvonás kezelése
1998-ban Budney és munkatársai 107 opioidfüggő adatainak statisztikai elemzésével megállapították, hogy a nem volt kimutatható jelentős mértékű kedvezőtlen kapcsolat a marihuána használata és az opioid-elvonókúra kimenetelét illetően, olyan drogfüggők esetén, akiknek engedélyezték az opioid-elvonás ideje alatt a marihuána használatot. E kísérlet eredménye szerint a marihuána, a hiedelmekkel ellentétben nem fokozta az opioid típusú, vagy egyéb "keményebb" kábítószerek használati hajlandóságát, sőt a kutatók hasznosnak találták a marihuána használatot az opioidfüggőség kezelésében. Más kutatók (Kral és munkatársai), 2015-ben publikált eredményekkel megerősítették ezeket az opioidhasználat csökkenés és a marihuánahasználattal kapcsolatos összefüggéseket. Ők 2011 és 2013 között gyűjtött adatok statisztikai módszerekkel való elemzésével azt találták, hogy a marihuána használók között kevesebb az opioidfüggő.

##### Nikotinfüggőség kezelése
Egy 2013-ban végzett kis egyedszámú kísérlet során, Celia és munkatársai azt figyelték meg, hogy a marihuána, kannabidiol nevű hatóanyaga csökkenti a nikotin függőségben szenvedők nikotin utáni sóvárgását. A dohányzó egyének így képesek voltak 40%-kal csökkenteni az elszívott cigaretták számát. A kutatók megállapították, hogy a kannabidiol hasznos lehet a nikotinfüggőség kezelésére.

### Belgyógyászat, gasztroenterológia
Az endogén kannabinoid rendszer farmakológiai modulációja számos új terápiás kezelésre nyújthatna lehetőséget, például a gyomor-bélrendszeri betegségek és tüneteik, beleértve a hányingert és hányást, gyomorfekélyt, az irritábilis bél szindrómát, a Crohn-betegséget, a bélnedv termeléssel kapcsolatos betegségek, a paralitikus ileus valamint a reflux betegséget, a hasi fájdalmat és hasmenést. Néhány kannabinoid már használatban van klinikailag, például a THC hatóanyagú Nabilon márkanevű gyógyszer mint hányáscsillapító.

#### Bélbetegségekre gyakorolt hatása
Egy kis egyedszámú kísérlet során, 21 olyan Crohn-betegnek adtak marihuánás cigarettát, akik a hagyományos terápiákra, a szteroiddal valamint az immunomodulátorral való kezelésre sem reagáltak jól. Bár a teljes tünetmentességet nem minden beteg esetében sikerült elérni, a betegek 45%-a vált tünetmentessé a marihuána füstjének belélegzéséből álló terápiának köszönhetően, a veszélyes és ártalmas szteroidkezelés nélkül.
 Más kutatók a Crohn-betegség esetén a 8 hetes kezelés során létrejövő hatásként a Crohn-betegség aktivitási indexének (CDAI) jelentős mértékű csökkenését mutatták ki, bár megállapították, hogy a CDAI, a kezelés befejezését követően később visszaállt a kezelést megelőző szintre. 2013-ban Borrelli és munkatársai, egérkísérletek során a gyulladásos bélbetegség esetében a kannabigerolt találták jótékony hatásúnak.

#### Endokrinológia
Modi és munkatársainak kutatási eredménye szerint, a hipofízis mikroadenóma esetén a kannabidiol képes csökkenteni az adenómával összefüggésbe hozható magas hormonszintet. Ezzel magyarázták egy beteg esetében azt, hogy normalizálódott a kortizol szintje.

##### Elhízás, metabolikus szindróma
Kutatók, (Ngueta, Bélanger és munkatársaik) 2014-ben publikált tanulmány eredményei szerint, mely 768 felnőtt adatainak elemzésén alapult, a marihuána használat alacsonyabb testtömeg-indexet eredményez. Az eredmények alapján a kutatók arra a megállapításra jutottak, hogy a marihuánahasználat befolyásolja a testsúlyt. Kim és munkatársainak reprezentatív kutatásából származó eredmények szerint, ellentétes irányú (inverz) kapcsolat áll fent a marihuánahasználat és a nem alkoholos eredetű zsírmáj-betegség között, másként megfogalmazva az intenzívebben marihuána használók mája kevésbé zsírosodik el mint a kevés marihuánát használóké, vagy a marihuánát nem használóké.
Más kutatók arra az ellentmondásra hívják fel a figyelmet, hogy a marihuánahasználók esetén még annak ellenére is kedvezőbb a testtömeg-index alakulása, hogy a marihuána fokozza az étvágyat. e hatást, ennek egyik lehetséges okaként a marihuána, metabolikus szabályozásra gyakorolt hatásával hozzák összefüggésbe. Bár a metabolikus szindrómát és testsúlyt kedvezően befolyásoló hatásának mechanizmusa nem ismert, elméleti magyarázatok léteznek, melyeket olyan hatássokkal hoznak összefüggésbe mint amilyen például Kleiner és Ditrói kutatásaiban található meg, e szerint a kannabidiol csökkenti az inzulinérzékenységet, valamint elméletileg mérsékelheti a túlzott étvágyat, segítheti a tápanyag raktározó sejtek differenciálódását, és mérsékelheti a magas glükózszint indukálta érelmeszesedés progresszióját. Ezen eredmények alapján a kutatók véleménye szerint a kannabidiol hasznos lehet a metabolikus szindróma kezelése során, a kiegészítő terápia eszközeként.

##### A cukorbetegségre gyakorolt hatása
2009-ben Comelli és munkatársai a cukorbetegség okozta neuropátiás fájdalom csökkentésében is hatásosnak találták a marihuánából készült kivonatot. Ezt az eredményt mások is megerősítették, például Harris és munkatársai 2016-ban, egérkísérletekben, a ciszplatin neuropátia okozta fájdalom esetén alkalmazták eredményesen a marihuána hatóanyagait tartalmazó, Sativex nevű gyógyszerkészítményt. Egy 2012-ben végzett vizsgálat során azt találták, hogy a rendszeres marihuána használók körében ritkábban alakul ki cukorbetegség. Ezt később más kutatók is megerősítették. A GW Pharmaceutical gyógyszercég munkatársai vizsgálják a marihuána hatását a cukorbetegségre. A marihuána ugyanis kedvezően hat a 2-es típusú cukorbetegségre, valamint a cukorbetegséggel összefüggő folyamatokra.

### Bőrgyógyászat
A Kupczyk és munkatársai által kimutatott eredményeken alapuló véleménye szerint, a bőrgyulladás (pattanásos arcbőr, akne) és a bőrrák, cannabinoidokkal való kezelésében ígéretes terápiás lehetőségek rejlenek. Ezen eredmények egy részét más kutatók (Oláh és munkatársai) is megerősítették, kiegészítve azzal, hogy a fitokannabinoidok alkalmazása, nemcsak hatékony, de biztonságos is. Eredményeik szerint a CBG és a cannabigerovarin (CBN) használatában rejlik nagy lehetőség a száraz bőr szindróma, míg a THCV pedig az acne kezelése esetén mutatkozik nagy mértékben hatékonynak.

### Egyéb kutatások

#### A zöldhályog kezelése
Egy 2008-ban publikált kutatás foglalkozott a marihuána idegvédő hatásával. Később számos tanulmány igazolta, hogy a marihuána lokális (nem szájon át történő) alkalmazását vagy rendszeres fogyasztását követően alkalmas az intraocularis nyomás csökkentésére az egészséges alanyok és a glaukómás betegek esetében is, de használatát nem javasolják, mert hatása nem végleges, csak a hozzászokás kialakulásáig tart. Az Amerikai Glaucoma Társaság 2009-ben megfogalmazott álláspontja szerint, bár a marihuána segíthet a szemnyomás csökkentésében, de használatát nem javasolják.
Egy marihuána cigaretta elszívása 3-4 órán át csökkenti a szemben a folyadéknyomást (amely létfontosságú a zöldhályog kezelésében). Cigarettázás formájában történő alkalmazás esetén napi 6-8 (24/4-3) marihuána cigarettát elszívása szükséges ahhoz, hogy hatásos legyen, de lokálisan is alkalmazható kivonat formájában, ugyanakkor jelenleg léteznek olyan (hagyományos hatóanyagtartalmú) készítmények, melyeket erre a célra használnak. Egy 2016-ban megjelent tanulmányban, Samudre és munkatársainak véleménye szerint a helyileg alkalmazott kannabinoidokkal való kezelés során a kannabinoidok hatékony, és a kezelés szempontjából "ideális" szernek bizonyultak a szemnyomás csökkentés valamint a neuroprotekció tekintetében. 2017-ben Panahi és munkatársai számoltak be arról, hogy a kannabinoidok, külsőleg, a szemfelületen történő használata a glaukómás retinopátia esetében alkalmazva csökkentette a szemben az intraocularis nyomást. Ezek az eredmények felkeltették a tudósok érdeklődését a kannabinoidok használatában rejlő terápiás lehetőségek iránt a glaukóma esetében.

#### Fájdalomcsillapító hatása
2004-ben kutatók egy tanulmányban beszámoltak azon kutatásuk eredményéről, melyben 18, szervezett, randomizált vizsgálat eredményét tekintették át. A kutatók megállapították, hogy a kannabinoidok használata a fájdalomcsillapításban mérsékelten hatékony és biztonságos kezelési lehetőség a krónikus (elsősorban a neuropátiás fájdalom) kezelésében. A marihuána, nehezen túladagolható fájdalomcsillapítókét való alkalmazásának szükségességét részben a hagyományos fájdalomcsillapítók egészségkárósító hatásai és veszélyessége, könnyű túladagolhatósága indokolja. Részben a hagyományos fájdalomcsillapítók elégtelen hatékonysága az oka annak, hogy évente, csak az Egyesült Államokban 15 000 nő halálát okozza a hagyományos receptre kapható fájdalomcsillapító gyógyszerek, a fájdalomcsillapító hatás növelése céljából történő túladagolása. 2010-ben az Egyesült Államokban összesen 15 323 nő halt meg fájdalomcsillapító-túladagolásban, ami több, mint ahány nő évente autóbalesetben meghal az Egyesült Államokban. Ezen esetek többségében nem szándékos öngyilkosságról van szó, hanem arról, hogy a betegek többször önkényesen növelik a fájdalomcsillapító-adagjukat a hatás növelése érdekében, és az adagnövelések bizonyos pontján elérik a halálos dózist.
Mivel a krónikus fájdalom szindróma gyakori, és kevés a hatékony terápiás beavatkozási lehetőség ezen a területen, ezért égető szükség van olyan további (a jelenleginél hatékonyabb és biztonságosabb) kezelési lehetőségek, fájdalomcsillapítók kutatására, mint amilyenek például a marihuána hatóanyagai.

#### Vitatott rákkeltő hatás
A kémiai analízis szerint a marihuánás cigaretta füstjében legalább másfélszer annyi rákkeltő anyag található, mint a „normál” dohányfüstben.
Zhang és munkatársainak kutatása szerint (bár a szerző elismeri, hogy a kutatási eredményeit, a módszertani hiányosságok miatt óvatosan kell értelmezni az ok-okozati kapcsolatra vonatkozólag) a cigarettaként használt marihuána növeli egyes fej-nyakrákok kialakulásának valószínűségét. Ezzel szemben Tashkin eredményei szerint a marihuánahasználat nem növeli a tüdőrák illetve a nyaki és feji tumorok kialakulásának kockázatát. Állítását egy 2252 résztvevős vizsgálat eredményit összegző tanulmányra alapozta. Ezzel szemben Russell és munkatársai találtak kapcsolatot a tüdőrák kockázatának növekedése és az erős marihuánás dohányzási szokások között. Kutatók (például Kramer) az esetleges kockázatok elkerülése végett gyógyászati célra a párologtató használatát javasolják a cigaretta-használat helyett. A kannabisz hatóanyagainak füstmentes módszerrel, párologtató berendezés segítségével, belélegzés útján történő bejuttatása az emberi szervezetbe, Lanz és munkatársai szerint biztonságos, hatékony, és a jövőre nézve ígéretes alkalmazási módja a kannabisszal történő gyógykezelésnek.

#### Terhességre gyakorolt hatása
Több tanulmány eredményei azt mutatták, hogy a terhesség alatt marihuánát használó anyák gyermekei gyakrabban szenvednek kognitív hiányosságokban, koncentrációzavarban, hiperaktivitásban és szocializációs interakciós problémákkal, mint hasonló korú, hasonló társadalmi háttérrel rendelkező társaik. Európai és amerikai tudósok azt az eredményt kapták, hogy a szervezet által termelt természetes kannabinoidok meglepően jelentős szerepet játszanak bizonyos idegsejtek kapcsolódási módjainak kialakulásában. Az idegsejtek kapcsolódásai viszonylag rövid idő alatt alakulnak ki a magzat agyában. A tanulmány megpróbálja jobban megérteni ezt a folyamatot és meghatározni, hogy mikor és hogyan károsíthatja a marihuánahasználat a magzatot. Jamaicai tanulmányok viszont arra a következtetésre vezettek, hogy a várandós anyák marihuána használata nem okoz sem születési rendellenességeket sem alulfejlettséget. Egy 1994-es tanulmányban 24 olyan gyermeket vizsgáltak, ahol a kismama használt marihuánát a terhesség alatt és 20 olyan gyermeket, ahol nem. A babákat három napos és egy hónapos korukban vizsgálták meg a Brazelton Neonatal Assessment Scale szerint. Nem találtak szignifikáns különbséget a két csoport fejlettségi szintje között 3 napos korban. Egy hónapos korban a terhesség alatt THC-nak kitett gyermekek jobb fiziológiai stabilitást mutattak társaiknál.

## A marihuánával kapcsolatos vitatott elméletek
A két legközismertebb vitatott elmélet a kapudrog teória és a pszichózist okozó hatás, amely két elmélet jellemzően a konzervatív politikusok vagy a hozzájuk kötődő sajtó kedvenc vesszőparipája. Ezek mára tudományos körökben túlhaladott elméleteknek számítanak. Ugyanis a kapudrog elméletet soha sem bizonyították tudományosan, a kannabisz pszichózis elnevezés pedig amerikai propagandafilmekből származik. Mivel a statisztikák szerint mindegy milyen drogot használ valaki mindenféle droghasználók (cocain, LSD, amphetamin) és az alkoholfogyasztók között is több a lelki betegek száma. Ennek a tudományos körökben legelterjedtebb magyarázata nem az, hogy a drogozás megbetegít, hanem az, hogy a lelki betegek gyakrabban fordulnak drogokhoz (egyfajta önkezelés gyanánt), és ezért nagyobb közöttük a pszichotikus, hangulatzavarral és szorongással küzdők előfordulási gyakorisága. Sőt még az LSD-vel kapcsolatban, amelynek ideiglenes tudatmódosító hatása nagy mértékben hasonlít a pszichotikus állapotokéhoz, az az általános vélemény, hogy nem okoz pszichózist, csak azoknál akiknek eleve hajlama volt a pszichózisra:
"A szakirodalomban az a vélemény terjedt el, hogy ez (a pszichózis) csak azoknál fenyeget akiknek eleve hajlamuk van a betegségre". – David E. Nichols Phd, vegyész, farmakológus

### Kapudrog teória
Annak ellenére, hogy a marihuánának nincs extrém tünetekkel járó tudatmódosító hatása, és nem okoz komoly függőséget sem, a „kapudrog” elmélet képviselői szerint a marihuánahasználat növeli annak valószínűségét, hogy használója később kipróbálja a „keményebb” drogokat is.
Egyes tanulmányok állítása szerint, annak ellenére, hogy a kapudrog hipotézisre semmilyen bizonyíték sincsen, a fiatal marihuánahasználókat úgy kell tekinteni a megelőző kampányok esetében, mint akik kábítószer által veszélyeztetett kockázati csoportba tartoznak. Egy 2015-ben publikált kutatás eredménye szerint, mely során 18 és 38 éves egyének esetén vizsgálták a marihuána legalizálásának hatását, hét amerikai államban 2008 és 2013 között, megállapították, hogy a marihuánahasználat nem volt statisztikailag jelentős hatással a dohányzás vagy az alkoholfogyasztás alakulására. Rabin és munkatársai 2016-ban kimutatták, hogy a marihuánahasználat nem befolyásolta negatívan a dohányzásról való leszokás képességét sem. Tehát nem lesznek nagyobb mértékben dohányfüggők azok, aki marihuánás cigarettát használnak, mint akik csak dohányt.

### Mentális betegségokozó hatás teória
Egy közismert teória szerint a marihuána használat pszichózist okozhat. Bár a magasabb THC-tartalmú kannabiszfajták használatát követően megfigyeltek ideiglenes szorongásfokozódást és zavartságot, a szakemberek a marihuána pszichózist okozó hatására nem találtak meggyőző bizonyítékokat, és a "cannabis pszichózis" önálló kórképként való kezelését sem tartják indokoltnak. Egy 2002-ben megjelent tanulmány szerint, ami 1037 egyén adatainak elemzésére épült, azt az eredményt kapták, hogy a marihuánafogyasztók közül a 15 éves kor alatti egyének esetén sem volt kimutatható jelentős kockázat, sem a pszichózisok sem a depresszió kialakulására. Más kutatók (Danielsson és munkatársai) a depresszió, a szorongás és a marihuána használat között nem tudtak kapcsolatot kimutatni, egy hároméves vizsgálat adatainak matematikai-statisztikai módszerekkel való elemzésével. A marihuána mentális betegségokozó hatását azok a vizsgálatok sem támasztják alá, melyekben a legalizálás során, a marihuánahasználat növekedése és a pszichotikus esetek előfordulásának gyakorisága közötti kapcsolatot vizsgálják, például Degenhardt és Hall kutatásainak eredménye szerint, három évtized alatt, amelyben a kannabisz-használat Ausztráliában nőtt, ez nem növelte a pszichotikus betegségek előfordulásának gyakoriságát, e vizsgálat eredményét más országok esetében készült, hasonló eredmények is megerősítették, például Armentano által publikált tanulmány olyan vizsgálati eredményekre hivatkozik, mely szerint 1996 és 2006 között a szkizofréniás megbetegedések előfordulás és az új esetek száma stabil maradt vagy csökkent az Egyesült Államokban, miközben a kannabisz-használat növekvő trendeket mutatott az országban. Bár, egy kísérletsorozat során az intravénásan beadott THC-val elő tudtak idézni pszichotikus tüneteket, azonban, ha a THC-injekció előtt kannabidiolt is adtak az egyénnek, akkor ezek a tünetek nem jelentkeztek. Mivel a marihuána természetes formában tartalmaz kannabidiolt, ezért nem valószínű, hogy egészséges (nem elmezavarban szenvedő) egyének esetén a THC azon pszichotikus tüneteket okozó képessége érvényesülhet, melyet a THC önmagában történő alkalmazásakor megfigyeltek. Más kutatók (Marconi és munkatársai) meta analízissel azt találták, hogy csak a magas szintű (nagy dózisú, és túl gyakori, Di Forti és munkatársai szerint pedig e mellett a magasabb THC tartalmú) marihuána használat növeli a használók esetében a használat során kialakuló pszichotikus állapotba kerülés kockázatát. Ezzel szemben egy 1987-ben publikált kutatás szerint, amely 45 570 marihuána-használó egyén hosszútávú utánkövetésére épült, az adatokat matematikai-statisztikai módszerekkel elemezték, és megállapították, hogy a szkizofrénia kialakulása és a kannabiszhasználat között nem áll fent ok-okozati kapcsolat. Az fenti ellentmondásokat áthidaló vélemény szerint, Degenhardt és Hall, több prospektív epidemiológiai vizsgálat eredményeit áttekintve megállapítja, hogy annak az elméletnek a támogatása nagyobb, mely szerint a marihuána nem okoz pszichotikus megbetegedést, csak kiválthatja, vagy súlyosbíthatja a már meglévő pszichotikus betegséget. Egy hipotézis szerint a "cannabisz pszichózis" azért fordul elő ritkán, mert az egészséges, nem pszichotikus betegek esetében jellemzően, eseti pszichotikus tünetek megjelenését eredményezi, melyek gyorsan elmúlnak és a kannabisz okozta állapotból teljes a felépülés a kannabisz elhagyása és a teljes kannabisz-absztinencia esetén, valamint a tartós pszichotikus megbetegedés a marihuánát használók között csak azok esetében gyakoribb, akik eleve pszichotikus betegek a marihuána használatkor, vagy akik amúgy is hajlamosak a pszichózisra. Kuepper és munkatársainak 10 éves utánkövetéses vizsgálat során olyanokat vizsgált akik nem voltak életük során pszichotikus állapotban, eredményei szerint a kannabisz használat az eseti pszichotikus tünetek megjelenésére vonatkozólag jelent kockázati tényezőt. Ez alapján Kuepper konklúzióként megállapítja, hogy, bár a kannabisz nem valószínű, hogy pszichózist okoz, azért azt lehetségesnek tartja, hogy használata elméletileg növelheti a tartósan fennálló pszichotikus tünetekkel járó pszichotikus zavar kialakulásának veszélyét.
Egy 2014-ben végzett vizsgálat során, Feingold és munkatársai a marihuánahasználat és a hangulati zavarok közötti esetleges kapcsolatot vizsgálták, megállapították, hogy a marihuánahasználat és a hangulati zavarok között nem tudtak összefüggést kimutatni. Tehát a marihuánahasználat hosszútávon nem befolyásolja negatívan használói hangulatát.
Ksir és Hart, 2016-ban a fellelhető korábbi kutatási eredmények bizonyítékainak áttekintésével arra a következtetésre jutott, hogy a kannabisz önmagában nem okoz pszichózist, vagy pszichotikus rendellenességet. A kutatásokból származó bizonyítékok, véleményük szerint arra utalnak, hogy a kapcsolat nem ok-okozati, hanem arról van szó, hogy mind a korai, mind az erős kannabisz használat nagyobb valószínűséggel fordul elő olyan egyéneknél akik a pszichózis kialakulása szempontjából sebezhetőbbek. Másként szólva ez annyit jelenti, hogy a kannabisz használók között csak valami triviális ok miatt több a pszichotikus; például azért mert a lelki betegek közül többen, illetve (a lelki szenvedéseik enyhítése végett) gyakrabban nyúlnak drogokhoz, a lakossági átlaghoz képest. Hasonlóan ahhoz, ahogy az alkoholisták között is gyakoribbak a mentális betegek és az öngyilkossági kísérletet elkövetők aránya. De a kutatók tapasztalata, véleménye szerint nem csak a kannabisz vagy az alkoholfogyasztás esetén de egyéb drogok esetén is – például a cocain, az LSD vagy az amphetamin használata esetét is nő a pszichózis kockázata, de az alkoholfogyasztás esetén nem csak a pszichózis kockázata nagyobb de nagyobb az esély egyéb pszichiátriai zavarok megjelenésére is úgy mint például a hangulatzavarok, depresszió és szorongás, vagy az alkohoipszichózis, amely könnyen összetéveszthető a schizofréniával, továbbá az alkoholizmus egyéb, olyan mentális betegek kialakulásának esélyét is növelheti mint például az alkohol-dementia vagy az antiszociális viselkedés is.

#### Idegrendszer, mentális képességek
A marihuána hatása vélhetően kiterjed a hippokampuszra is, ami főként az emlékezet és a térbeli tájékozódás működésében játszik szerepet. Több szerző feljegyezte a marihuánahasználat rövid távú memóriára gyakorolt hatásával kapcsolatos aggodalmakat.[forrás?]
Kutatók 1998-ban egy nem bizonyító erejű kis egyedszámú kísérlet során azt az eredményt kapták, hogy a marihuánát nem használó diákok a marihuánát fogyasztókhoz viszonyítva jobban teljesítettek a tanulmányi eredményeikben (bár ez a vizsgálat nem volt tudományos szempontból következetes ugyanis a tanulmányi eredmény nemcsak a memóriától, hanem egyéb tényezőktől például a motiváltság mértékétől is függ), ezen eredményeket a kutatók a marihuána szelektív rövid távú memóriára gyakorolt hatásával magyarázták. Feltételezések szerint a szelektiv CB1 agonisták adagolása hatással lehet a hippokampusz-függő tanulási folyamatokra, illetve a hatása alatti időpontban a rövid távú emlékezet gyengülését, pontatlanságának növekedését figyelték meg. Egy 2002-ben végzett kísérlet eredményeként a THC alkalmazását követő két órában az epizódikus és a tanulási memóriateljesítmény (dózistól függő) ideiglenes csökkenését figyelték meg. Ugyanakkor a THC a munkamemóriára nem volt hatással. 24-48 óra elmúltával a memóriára gyakorolt hatás már nem volt kimutatható. Tehát a marihuána THC hatóanyaga önmagában adva (alkalmazása ideje alatt) ideiglenesen növeli a hibázás arányát, rontja a gondolkodási képességeket és a memória teljesítményét. Más források ezzel szemben hosszú távon az epizodikus emlékezet javulásáról számolnak be. 2001-ben Stelt és munkatársai a marihuána neuroprotektív hatását figyelték meg, melynek szerint a marihuána alkalmas lehet olyan degeneratív betegségek megelőzésére, mint például az Alzheimer-kór. 2015-ben a Magyar Tudományos Akadémia kutatói arra az eredményre jutottak, hogy a marihuána ideiglenesen megváltoztatja az információátvitelért felelős idegingerület átvivő receptorok működését. Ezen állapot visszafordítható voltát is megállapították. Ennek idejét is megfigyelték. Például megfigyeléseik szerint 6 napi használatot követően két hétig tartott az eredeti állapot teljes regenerálódása. 1988-ban kutatók a marihuána negatív hatásait vizsgálták 26 olyan marihuánahasználó esetében akik gyakran használtak marihuánát. Bár a pszichológiai tesztek feladatai lassabban oldották meg, de a memória és az intelligenciaszint tekintetében nem találtak kimutatható károsodás. Más kutatók az IQ átlagos 4,1-es csökkenését figyelték meg az éppen aktuálisan erős marihuána használók esetében, míg a marihuánát nem használó kontroll csoport 2,6-es csökkenést mutatott. 1998-ban Chan és munkatársai vizsgálatuk során arra az eredményre jutottak, hogy a THC mérgező hatással van a hippokampusz idegsejtjeire, ugyanakkor azt figyelték meg, hogy antioxidánsok, például az E-vitamin, vagy a nem szteroid gyulladáscsökkentők, például az aspirin képesek meggátolni ezt a hatást. Nafea és munkatársai több héten keresztül, nagy dózisban adott egereknek hasis kivonat (92, 184 és 368 mg/kg/nap) tramadollal vagy a nélkül. Ez negatívan befolyásolta az egerek térbeli memória teljesítményét, de antidepresszáns hatással járt együtt, ami az elhagyást követően azonban elmúlt. Egy 2016-ban készült vizsgálat során, a Hall és Lynskey a hosszú távú, napi rendszerességű kannabisz használat hatását 3385 középkorú felnőtt, 25 éven keresztül történő utánkövetésével vizsgálta. Eredményeket csak a szókincsmemória területén tudtak kimutatni, illetve az eredmények arra utalnak, hogy azok, akik a kannabiszt, hosszú távon, napi rendszerességgel használtak, rosszabb verbális (a szóbeli önkifejezéshez szükséges) memóriával, kisebb szókinccsel rendelkeztek, mint azok a középkorú társaik, akik nem szívtak marihuánát rendszeresen. A krónikus marihuánahasználók maradandó memóriazavarait illetően 1998-ban Bernard Condevaux francia egészségügyi államtitkár adott megbízást egy vizsgálat lefolytatására, melyhez szükséges, Roques és munkatársai által végzett kutatás eredménye szerint a modern orvosi képalkotó eszközök (például MRI) nem erősítik meg azokat a korábbi vélekedéseket, melyek szerint anatómiai változás következik be a krónikus marihuánahasználók agyában,[forrás?] szemben az alkohollal és a kokainnal, a marihuána hatóanyaga, a THC nem okoz anatómiai elváltozást az agyban, és nem károsítja az idegrendszert sem. Összehasonlítva például a benzodiazepin típusú, orvosi vényre kapható nyugtatókkal, amelyek hosszú távon Alzheimer-kórt okozhatnak, a marihuána esetében károsodás jelei nem voltak kimutathatóak. Bár az agy és az idegrendszer károsodásának jeleit más kutatók sem tudták kimutatni egy kis egyedszámú vizsgálat során MRI-vel vizsgálták a hosszú távon marihuánát használók agyát, és bár a kis egyedszám miatt a kísérlet eredménye nem bizonyító erejű, de a kutatók a motivációért és döntéshozatalért felelősnek tartott agyterület méretének csökkenését figyelték meg, ugyanakkor azt is kimutatták, hogy ez a változás nem volt hatással a marihuánahasználók intelligenciaszintjére. A téma ellentmondásosságát tovább fokozza, hogy egy a Nature magazinban megjelent cikk, 2017-ben egy olyan kutatásról számolt be, mely szerint az alacsony dózisban, hosszabb időn keresztül alkalmazott THC lassú, de folyamatos javulást eredményezett idősebb egerek kognitív funkciójában. Bár az állatkísérletek eredményeit nem lehet egy az egyben emberekre vonatkoztatni, ugyanakkor az eredmények arra utalnak, hogy a kis adagban alkalmazott THC, főként idősebbek esetében, valójában nem rontja, hanem képes javítani a memóriát, illetve a szellemi képességeket. A kísérletet végző kutatók véleménye szerint a kis dózisú THC- kezelés által „a CB1 jelátvitel, (idősebbek esetében) történő helyreállítása hatékony stratégia lehet a korral összefüggő kognitív károsodások kezelésére.“

## Termelési adatok
A világ legnagyobb mennyiségű marihuánát termesztő országai a 2010-es évek első felének adatai alapján:
- Afganisztán,[292]
- Kanada,[293]
- Kína, Kolumbia,[294]
- India,[292]
- Jamaica,[292]
- Libanon,[295]
- Mexikó,[296]
- Marokkó,[292]
- Hollandia, Pakisztán, Paraguay,[296]
- Spanyolország,[292]
- Thaiföld, Törökország, Amerikai Egyesült Államok[292]

## Jogi szabályozás
A kannabisz használatának jogi szabályozása világ szerte eltérő, és rendkívül változatos. Bizonyos országokban teljesen tiltott, és üldözött, máshol csak orvosi célra engedélyezett, bizonyos országokban csak a származékait tartalmazó gyógyszerek hozzáférhetőek, (kizárólag betegek számára például Ausztráliában, epilepsziás gyermekek esetében, ahol a jogszabály szintű engedélyezés ellenére is nehezen hozzáférhető a betegek számára), máshol gyógynövényként is engedélyezett. Néhány országban vallási célra, (például Olaszországban) más országokban pedig kikapcsolódási célra is engedélyezett a használata.

### Európai jogi szabályozás
| Legális orvosi felhasználásra Legális bármilyen felhasználásra |

A kannabisz legalitása Európában

Európa nagyobb országait tekintve jellemző, hogy a kikapcsolódási célra való használat néhány európai ország kivételével a legtöbb országban tiltott, ugyanakkor a legtöbb európai országban a Kannabisz-származékokat tartalmazó gyógyszerek, betegek számára elérhetőek, (például Franciaország, Görögország és Nagy-Britannia esetében) vagy a kannabisz virágzata gyógynövényként is engedélyezett a gyógyszertárban, melyet orvos által előírt terápia részeként alkalmaznak. (például Németországban), ahol a külön engedéllyel rendelkezők számára a németországi törvények a kannabisz birtoklásra, az azzal való kereskedésre, a termesztésére, valamint a szállítására is lehetőséget biztosítanak, amennyiben ezekre orvosi célra történő felhasználás végett van szükség. 2016 közepére, Németországban összesen 5000 páciens jutott hozzá kannabisz termékekhez.
Hollandiában, ahol a legális kannabisz használatnak történelmi gyökerei vannak, a 2000-es évek elején, bevezettek néhány szigorítást a coffe shopok esetében, a középiskolák közelében és a holland határhoz közeli területeken.
Olaszországban az ipari, vagy orvosi célra történő engedélyezésére szigorú törvényi szabályozás mellett van lehetőség.

### Magyar jogi szabályozás
A hatályos magyar törvények tiltják a marihuána terjesztését, kikapcsolódási célú használatát, továbbá az engedély nélküli gyógyászati célú használatát is. Ugyanakkor a jelenlegi törvények lehetőséget biztosítanak a kannabisz hatóanyagait tartalmazó gyógyszerek betegek számára, gyógyászati célra, egyéni elbírálás alapján történő engedélyezésére, illetve beszerzésére. Ilyen gyógyszerek például a Sativex, vagy a Marinol nevű gyógyszerek. E gyógyszerek beszerzését, és engedélyezését a beteg kezelőorvosának kell kérvényeznie. A nem pszichoaktív, leggyakrabban az epilepsziás rohamok megszüntetésére használt kannabidiol nevü hatóanyagot tartalmazó táplálékkiegészítők Magyarországon is külön engedélyeztetés nélkül hozzáférhetőek a betegek számára. Az ilyen hatóanyagot tartalmazó készítmények beszerzését, használatát Magyarországon sem tiltják törvények, használatuk legális, ha a készítmény THC tartalma nem haladja meg a 0,2%-os határértéket.
A Magyar Rendőrség az 1% feletti THC-tartalommal rendelkező készítmények kikapcsolódási, valamint az engedély nélküli gyógyászati célra történő használatát, birtoklását egyaránt üldözi. A büntető törvénykönyv különbséget tesz a kereskedői és a fogyasztói magatartás között, definiálva a csekély és a jelentős mennyiséget. A törvény a csekély mennyiséget 1 gramm hatóanyagban határozza meg, ami 12-100 g marihuánának felel meg 1-8% hatóanyag-tartalommal számolva. A jelentős mennyiség a csekély mennyiség hússzorosa.
Bár a 2003 és 2013 közötti időszakban a csekély mennyiség tartása nem volt büntetendő, 2013 júliusa óta a csekély mennyiség tartása miatt akár 8 év, jelentős mennyiség esetén életfogytiglani szabadságvesztéssel is büntethető a marihuánát birtokló, használó, vagy terjesztő személy.
A marihuána és származékainak dekriminalizálásáért Magyarországon 2002 és 2011 között tevékenykedett a Kendermag Egyesület.

#### Elterelés
A jogi útról való „elterelés” más néven, hivatalos nevén olyan kábítószer-függőséget gyógyító kezelés, mely a jogilag kábítószernek minősülő szerhasználat esetén a jogi következményekkel való mentességgel jár. Célja, hogy a drogfüggő szenvedélybetegek, börtön helyett, gyógykezelésben tudjanak részesülni. A 283. § (1) bek. (e) és (f) pontjai a kábítószerfüggő személyekre vonatkoznak. Az (e) pont szerint függő személyek akkor nem büntethetőek, ha jelentős mennyiségnél kevesebb mennyiséggel követik el a visszaélést. Az (f) pont szerint pedig akkor nem büntethető egy függő, ha többek között „az első fokú ítélet meghozataláig okirattal igazolja, hogy legalább hat hónapig folyamatos, kábítószer-függőséget gyógyító kezelésben, kábítószer-használatot kezelő más ellátásban részesült, vagy megelőző-felvilágosító szolgáltatáson vett részt.”

### Kriminalizáció

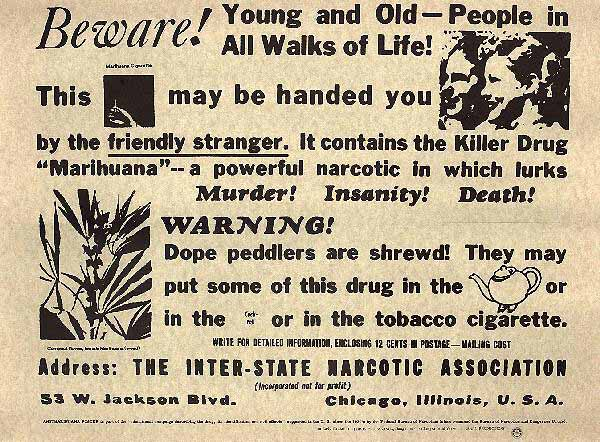
Észak amerikai, kannabisz ellenes propagandaanyag, 1935-ből

Használatának jogi eszközökkel való korlátozása a 20. század elején kezdődő és az 1970-es évekig tartó folyamat során zajlott le. A marihuána kriminalizálási folyamatában leginkább meghatározó négy esemény:
- 1942-ben törölték az amerikai gyógyszerkönyvből
- 1951-ben nevezték először jogi rendelkezésben kábítószernek[megj. 17]
- 1961-ben a világ 160 országa által aláírt államközi megállapodáson[megj. 18] keresztül a marihuánaellenes amerikai drogpolitikát az egész világra kiterjesztették
- egy 1970-ben született törvény[megj. 19] az orvosi kísérletek során történő használatot is korlátozta. Ez utóbbi törvényi szabályozás az Egyesült Államokban főként a hippimozgalom kialakulásában és működésben játszott feltételezett szerepével és a mozgalom megszüntetésére irányuló politikai törekvésekkel hozható összefüggésbe.[megj. 20] Ezt követően az Egyesült Államokban csak a 90-es évektől kezdődően enyhültek a marihuánával kapcsolatos politikai viszonyok illetve a törvényi szabályozás szigora.

### Dekriminalizáció
A dekriminalizáció egy olyan jogi intézkedést, törvényi szabályozást vagy intézkedés-sorozatot jelöl, amelynek célja a kannabiszhasználatot büntető törvények hatályon kívül helyezése, továbbá amelynek végső eredménye a kannabisz-használatot büntető törvények megszüntetése és a kannabisz termesztésének és használatának teljes engedélyezése.
A kannabiszhasználatot nem büntetik, illetve az jelenleg legális élvezeti szerként használható többek között Észak-Afrikában és Kanadában.

## Vallás és spiritualitás
A rasztafári mozgalom tagjainak esetében a kannabisz használata spirituális jelentőséggel bír és a vallásgyakorlat fontos részét képezi. A marihuána, bibliaórákon való használatát azért tartják szükségesnek, mert hitük szerint
- a kannabisz egy szentség, amely képes megtisztítani a testet és az elmét, gyógyítja a lelket
- lehetővé teszi egy magasabb rendű tudatszint elérését, megkönnyíti a békés, nyugodt állapot elérését
- közelebb visz Istenhez, és úgy vélik akkor érdemes használni, ha szeretnék (átvitt értelemben) Istent látni, és spirituális látásmódot szerezni. Például egy problémás helyzettel kapcsolatban.

Az, hogy a kannabisz vallási használata Jamaicában (ahol a rasztafári mozgalom létrejött) valamint a világ számos más részén is illegális, nagymértékű ellentéthez vezet a „raszták” és a fejlett nyugati társadalmak, konzervatív nézeteit képviselő csoportok között.
Néhány ismert rasztafári hívő
- Nándor Tánczos, az új-zélandi Zöld Párt parlamenti képviselője
- Bob Marley, jamaicai énekes, gitáros, dalszerző és emberi jogi aktivista
- Buju Banton, dancehall és ragga zenész, énekes
- Peter Tosh, a mozgalom egyik volt vezetője, Grammy-nyertes reggae-zenész
- Sizzla, dancehall- és reggae-zenész, énekes

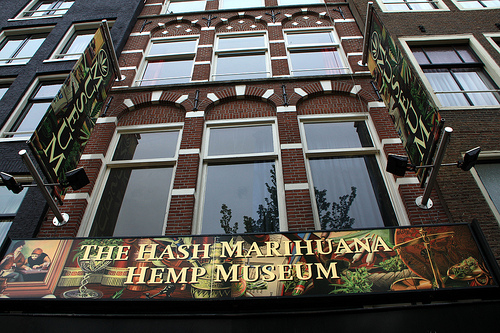
Kannabiszmúzeum Amszterdamban

## Kulturális hatása
A kannabisz szubkultúra a legelterjedtebb szubkultúrák egyike, azok közül a szubkultúrák közül, melyek tiltott pszichoaktív szerekkel kapcsolatosak. A kannabisz szubkultúrához köthető számos irodalmi, zenei produkció, valamint a vígjáték film műfajba tartozó úgynevezett stoner film műfaj, melyet a vígjáték műfaj egyik alkategóriájaként van számon tartva. 

Ilyen vígjáték filmek például a Félbetépve, az Ananász expressz, A nagyi szeme fénye, a Fűre tépni szabad, a Péntek esti gáz, a TED, vagy a Kalandférgek című mozifilmek.
A kannabisz szubkultúrához olyan hírességek köthetők mint Cheech & Chong és Terence McKenna, és olyan folyóiratok mint a Cannabis Culture és a High Times, valamint a saját ünnepnap (az április 20-a), valamint az ehhez kapcsolódó kifejezés a "4/20".

## Fordítás
- Ez a szócikk részben vagy egészben a Cannabis (drug) című angol Wikipédia-szócikk fordításán alapul.  Az eredeti cikk szerkesztőit annak laptörténete sorolja fel. Ez a jelzés csupán a megfogalmazás eredetét és a szerzői jogokat jelzi, nem szolgál a cikkben szereplő információk forrásmegjelöléseként.